# Buddy Bär

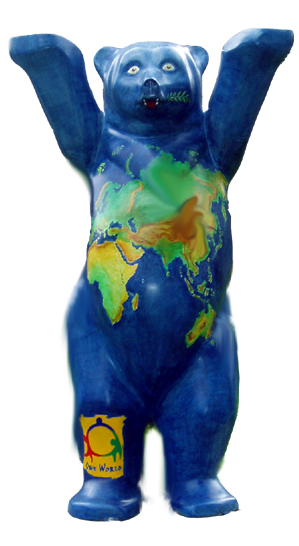
One-World Bear (Modell „Tänzer“)

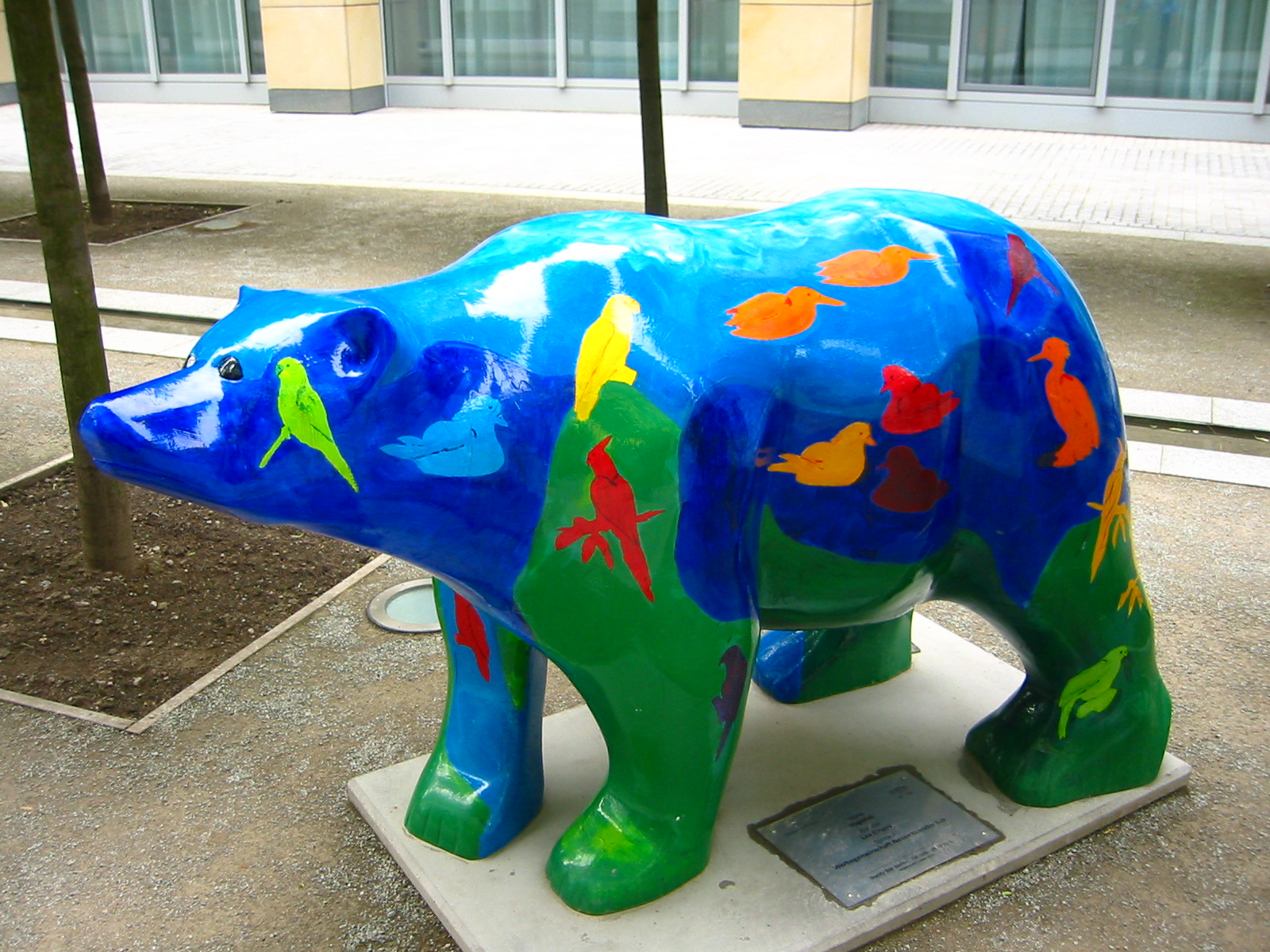
Vogelbär (Modell „Freund“)

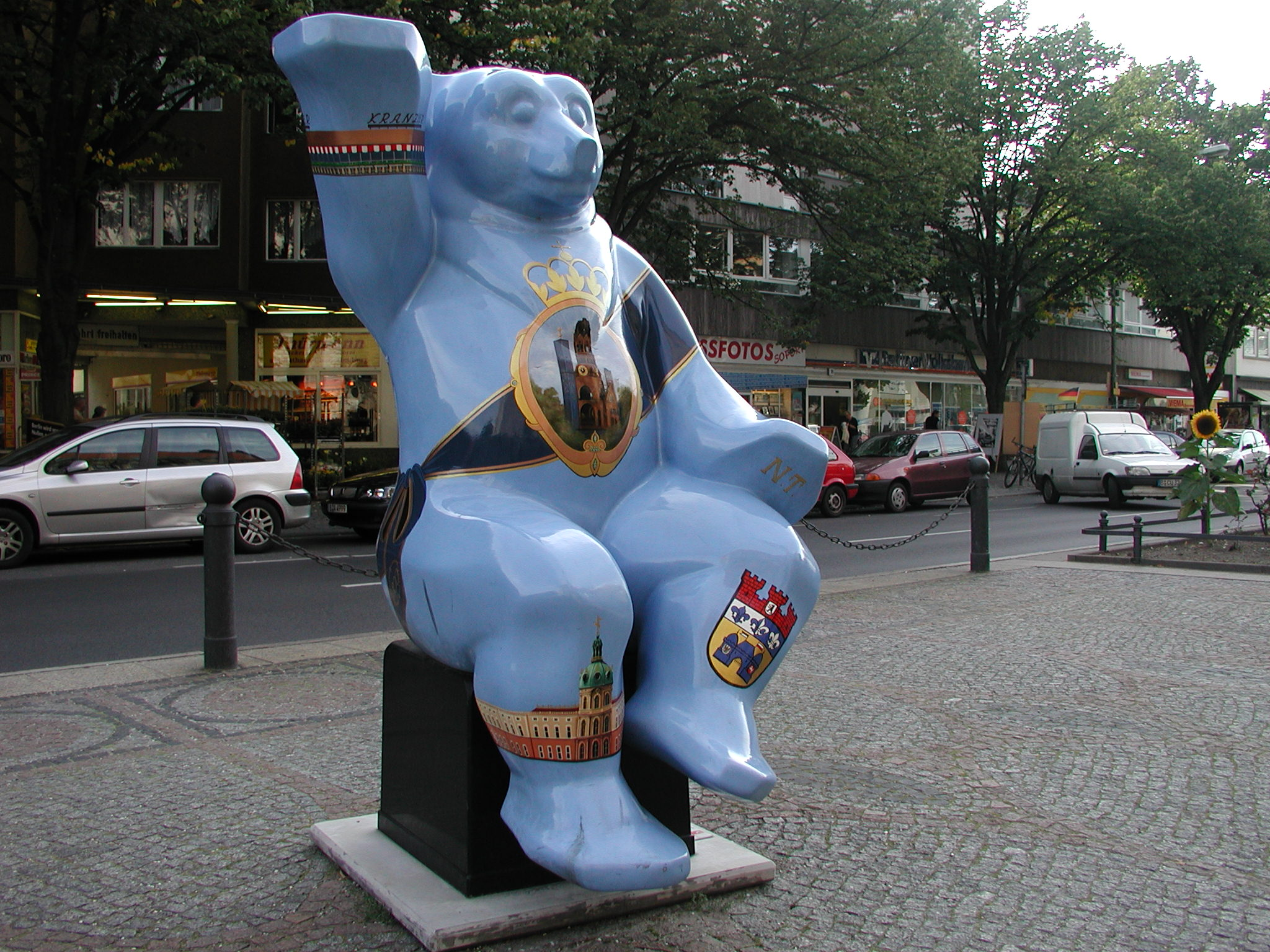
Buddy Bär „Freund Nr. 2“ vor dem Rathaus Charlottenburg

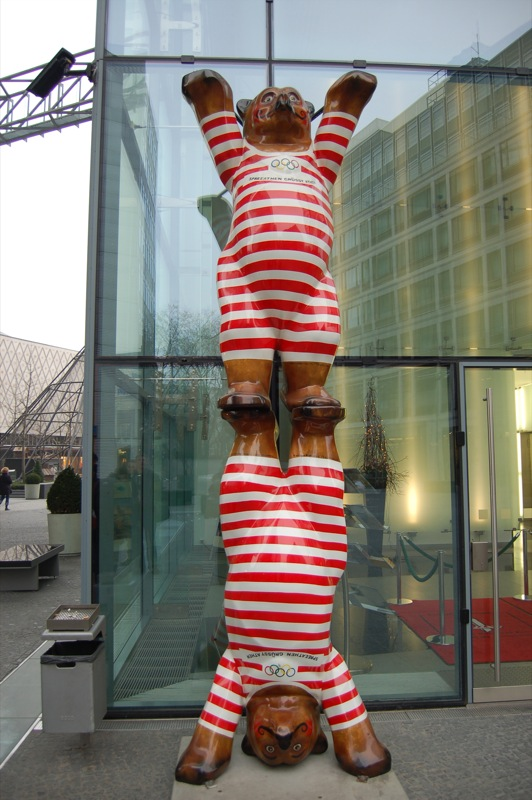
Buddy Bear „Akrobat“ im Kopfstand

Der Buddy Bär (englisch buddy „Kumpel“, „Freund“) bezeichnet eine individuell bemalte lebensgroße Bärenskulptur aus witterungsbeständigem glasfaserverstärkten Kunststoff. Der Buddy Bär adaptiert eine Idee, die seit Ende der 1990er Jahre schon in anderen Großstädten erfolgreich war (siehe Tierparaden), initiiert 1998 durch die Zürcher Kuh-Kultur.

## Geschichte

### Entwicklung der Urtypen im Jahr 2001
2001 entwickelten Eva und Klaus Herlitz in Zusammenarbeit mit dem österreichischen Künstler und Bildhauer Roman Strobl die Figur des Buddy Bär (oft auch Buddy Bear genannt), geleitet von dem Gedanken, Kunst auf die Straßen Berlins zu bringen. Drei verschiedene Bären-Modelle wurden von Strobl entworfen: ein auf den Hinterbeinen stehender „Tänzer“, ein Kopfstand machender „Akrobat“ sowie ein sitzender „Freund Nr. 2“. Ein weiterer Bär, ein auf allen vieren stehender „Freund“, wurde von den Meisterschülern des Bildhauers Harro Jacob (Professor an der Hochschule der Künste), Carola Dinges und Mike Uckermann, gestaltet
Im Jahr 2001 wurden in Berlin etwa 350 Bären bemalt und in der Stadt verteilt aufgestellt; dies sollte eine einmalige Aktion sein. Weil dieses Symbol bei Berlinern und Touristen gut ankam, verlängerte der Senat von Berlin die Aktion mehrfach; seit den 2010er Jahren läuft sie ohne Einschränkung. Viele der Bären stehen nicht mehr in Berlin. Insgesamt wurden fast 2200 Bären hergestellt (Stand April 2023), 1800 befinden sich außerhalb Berlins und Brandenburgs.

### Kurzbeschreibung und Standorte
Die zwei Meter hohen und rund 50 Kilogramm schweren Bären werden von Künstlern aus aller Welt bemalt. Hierzu wird in der Regel ein Atelier in Berlin-Tempelhof genutzt. Die Buddy Bears werden, wenn sie im Freien stehen, auf einem Betonsockel montiert, für eine Indoor-Aufstellung wird ein Sockel aus Edelstahl verwandt. Zur Bemalung empfehlen die Initiatoren, professionelle Künstler zu beauftragen. Eine bekannte Ausnahme bildet der Buddy Bär vor dem Rathaus Lichtenberg, der von einer Schülergruppe gestaltet wurde.
2016 entschied das Auswärtige Amt, dass schrittweise vor allen Auslandsvertretungen der Bundesrepublik Buddy Bären aufgestellt werden sollen. Die Gestaltung soll Künstlern des jeweiligen Landes übertragen werden. Mittlerweile stehen vor weit über 100 deutschen Botschaften und Generalkonsulaten (so in Washington, in Brasília, in Tokio, in Dakar, in Paris, in St. Petersburg, in Neu-Delhi, als auch vor dem Deutschen Institut in Taipeh) Bären, die für ein tolerantes, freies und demokratisches Deutschland werben.
Politiker und Wirtschaftsmanager haben viel dazu beigetragen, die Bekanntheit des Berliner Symbolträgers weiter zu verbreiten: so erhielt die englische Königin Elisabeth II. einen Bären, der damalige Außenminister Frank-Walter Steinmeier überreichte einem Mitglied der Familie Kennedy (Ted Kennedy) einen zu Ehren von John F. Kennedy gestalteten Freund, der seinen Platz in der John-F.-Kennedy-Bibliothek in Boston erhielt.

### Besondere Events
Viele Buddy Bären fanden eine neue Heimat bei oder nach Städteevents: 2004 reisten 18 Bären zur Langen Nacht der Museen nach Buenos Aires, in Verbindung mit der Ausstellung Urban Sculptures wurden im gleichen Jahr 23 Buddy Bären von Chinesischen Künstlern gestaltet und stehen seitdem in Shanghai. 2005 und 2006 prägten 75 Buddy Bären, die von Künstlern aus der Region gestaltet wurden, das Straßen- und Gassenbild St. Gallens und wurden später zu Gunsten einer Kindereinrichtung in der Schweiz versteigert. Die in aller Welt aufrechtstehenden Straßen-Buddy Bears mit ihren erhobenen Armen stehen für Optimismus, eine positive Lebenseinstellung und für das friedliche Miteinander der Menschen.
Ein besonderes Ereignis war der Buddy Bear-Kicker: 2006 war Berlin im WM-Fußballfieber – der weltweit größte Kicker stand im Kranzler Eck (Kurfürstendamm) in Berlin. Zwei Jahre später erfreute dieser Buddy Bear-Kicker – anlässlich der EM – die Fußballfans in Wien.
Ein United Buddy Bear reiste im Dezember 2009 nach Paris. Dieser vom französischen Künstler Bruno di Martino gestaltete Bär stand 4 Tage im Foyer des Salon 2009 de la Société des Beaux-Art im Louvre, eine Ausstellung unter der Schirmherrschaft des Präsidenten von Frankreich, Nicolas Sarkozy.
Im Jahr 2010 wurde im Kranzler Eck die Buddy Bär Quadriga im Beisein des Regierenden Bürgermeisters von Berlin, Klaus Wowereit, und der Schauspielerin und Botschafterin dieser Quadriga, Rebecca Lina, feierlich enthüllt.
Auf der Expo 2010 in Shanghai repräsentierte ein großer Buddy Bär vor der Kulisse des Brandenburger Tors im Deutschen Pavillon balancity – eine Stadt in Balance die Hauptstadt Berlin. Die Berlin Partner GmbH von der Fuenfwerken Design AG hatte ihn im Auftrag für die Expo gestaltet. 2012 wurde anlässlich der Campuseröffnung der TU Berlin in El Gouna ein Buddy Bär als Symbol der besonderen Verbindung zwischen den beiden Studienstandorten enthüllt.
Seit Anfang 2015 gibt es den ersten interaktiven Buddy Bären. Er steht auf dem Washingtonplatz hinter dem Hauptbahnhof Berlin; er leuchtet und wechselt die Farbe, sobald man ihn umarmt.
Im Innenhof des Auswärtigen Amtes in Berlin steht seit März 2015 der Human Rights Buddy Bear – auf der Vorderseite ist das Logo und das Wort „Menschenrechte“ in sieben Sprachen künstlerisch umgesetzt. Auf der Rückseite des Bären wird auf Art. 1 der UN-Menschenrechtscharta verwiesen: “All human beings are born free and equal in dignity and rights. They are endowed with reason and conscience and should act towards one another in a spirit of brotherhood.”
Buddies for Tolerance: Auf dem Wittenbergplatz in Berlin wurde im Mai 2022 erstmals eine Installation des Street-Art-Künstlers Damian Yves Rohde enthüllt. Bei dem Kunstwerk handelt es sich um sieben große Buddy Bären, die unter dem Motto „Hand-in-Hand for Tolerance“ konzipiert wurden. Die Skulpturen visualisieren die Vielfalt der in Berlin lebenden Bevölkerung. Sie veranschaulichen das Lebensgefühl der Stadt und sollen als Sinnbild für die Einbeziehung und Zusammengehörigkeit aller Berliner verstanden werden – egal ob alteingesessen oder neu zugezogen, egal welcher Hautfarbe, Religion oder Lebenseinstellung. Die Festreden anlässlich der Enthüllung hielten die Schirmherrin des Projekts, die Regierende Bürgermeisterin von Berlin, Franziska Giffey und die Sozialunternehmerin Zohre Esmaeli.
Die Berliner Buddy Bears stehen für Freiheit, Toleranz und ein friedliches Zusammenleben. Zum 20. Jubiläum der Bären komponierte Songwriterin Mariama den Song Oh Please und war damit im moma Café des ZDF-Morgenmagazins zu Gast.

### United Buddy Bears

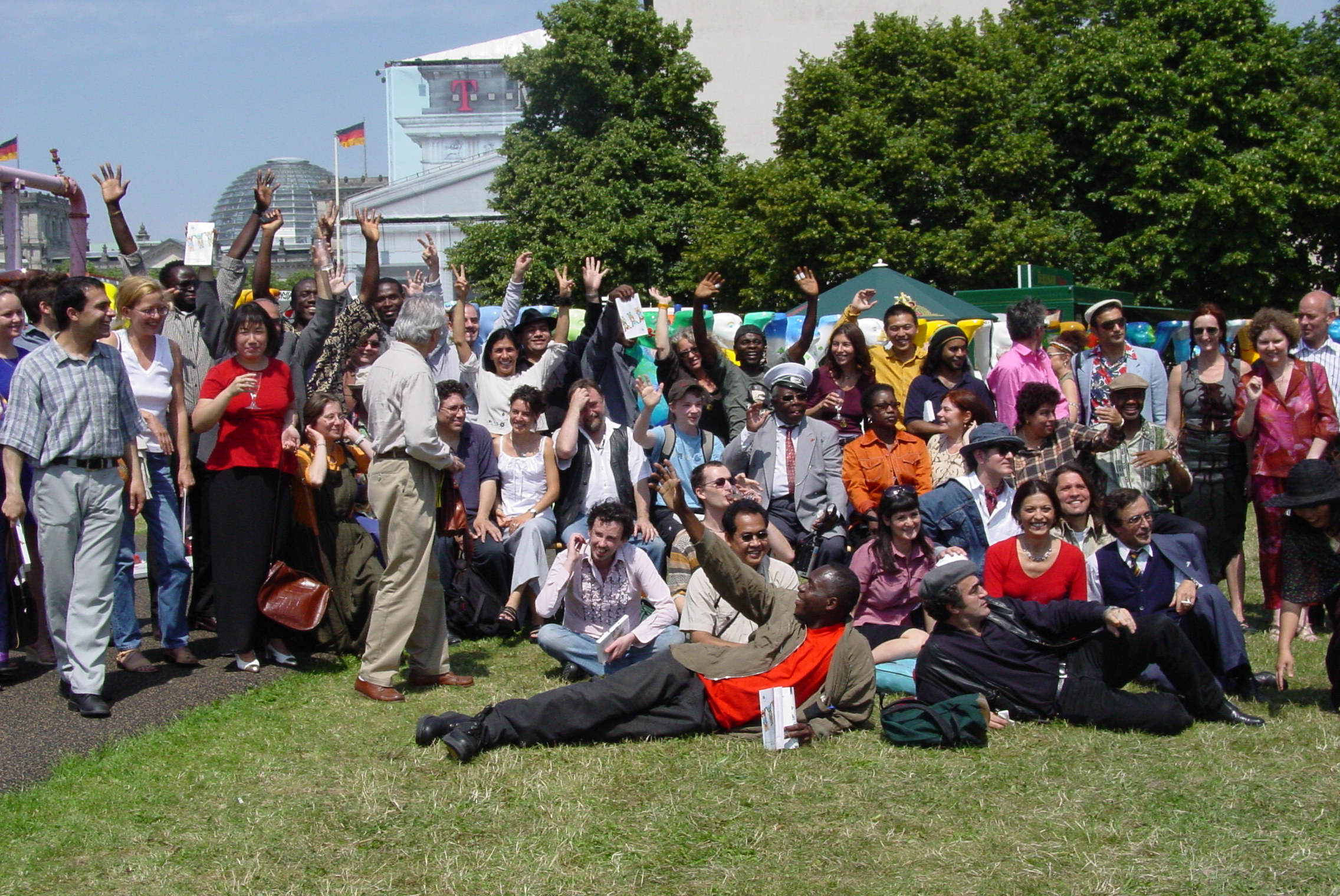
Künstler aus aller Welt bei der Eröffnung der 1. Ausstellung der United Buddy Bears 2002

Das Projekt der internationalen Ausstellung der United Buddy Bears startete im Jahr 2002. Nach der erfolgreichen, vom Senat Berlins so bezeichneten, Buddy Bär Berlin Show 2001 und den Straßen-Bären war dies eine Fortführung und Erweiterung der ursprünglichen Idee.
Berlin ist eine multikulturelle Stadt, die Bären sind dabei ein Element der Willkommenskultur für Menschen aus aller Welt. Die Beliebtheit der Bären soll nach den Vorstellungen der Initiatoren dazu dienen, Menschen aus aller Welt Denkanstöße zu einem besseren Verständnis untereinander zu geben – Verständnis für die unterschiedlichen Lebensbedingungen in anderen Ländern und Auseinandersetzung mit unterschiedlichen Kulturen als Grundlage für ein friedliches Mit- und Nebeneinander. Aus dieser Grundüberlegung wurde die Idee der United Buddy Bears unter dem Motto „Wir müssen uns besser kennen lernen, dann können wir uns besser verstehen, mehr vertrauen und besser zusammenleben!“ entwickelt.

## Karitativer Zweck
Ziel der Buddy-Bär-Aktionen ist laut Aussage der Initiatoren, durch Versteigerungen und andere Aktivitäten rund um die Buddy Bären Kinderhilfsorganisationen zu unterstützen. Auf diesem Wege sind bislang über 2,6 Millionen Euro für UNICEF und diverse lokale Kinderhilfsorganisationen im In- und Ausland zusammengekommen. Eva Herlitz gründete 2004 zusammen mit mehreren Künstlerinnen den Verein Buddy Bear Help e. V.

## United Buddy Bears – Welttournee

### 2002 bis 2005
Die Initiatoren Eva und Klaus Herlitz beabsichtigten durch das Bild des friedlichen Nebeneinanders der Bären für Toleranz und Völkerverständigung zu werben und gleichzeitig durch Versteigerungen und andere karitative Aktivitäten Spenden für weltweite Kinderhilfsorganisationen (UNICEF, SOS-Kinderdorf), aber auch für lokale, kleinere Organisationen, wie das Kinder- und Jugendwerk „Die Arche“, zu generieren. Der Kreis dieser United Buddy Bears besteht mittlerweile aus bis zu 152 Bären, von denen jeder ein von den Vereinten Nationen akzeptiertes Land repräsentiert und jeweils von einem Künstler des betreffenden Landes gestaltet wurde. Das Event wird von den Veranstaltern auch Die Kunst der Toleranz (The Art of Tolerance) genannt. Der Eintritt ist generell frei und ermöglicht den Ausstellungsbesuch durch ganze Schulklassen. Bislang sahen weltweit über 35 Millionen Besucher diese Ausstellungen (Stand September 2015).
Das Kreis-Projekt wurde erstmals im Sommer 2002 auf dem Pariser Platz in Berlin präsentiert. Der Regierende Bürgermeister von Berlin, Klaus Wowereit, eröffnete im Juni die Ausstellung. Während der ersten Ausstellung kamen zahlreiche prominente Gäste wie der damalige Bundespräsident Johannes Rau und UNICEF-Weltbotschafter Sir Peter Ustinov. Im Jahr 2003 wurde das Projekt nochmals in Berlin gezeigt, das nunmehr von Peter Ustinov eröffnet wurde. Ustinov hatte sich im Vorfeld dafür eingesetzt, dass auch Irak im Kreis der United Buddy Bears vertreten sein müsse.

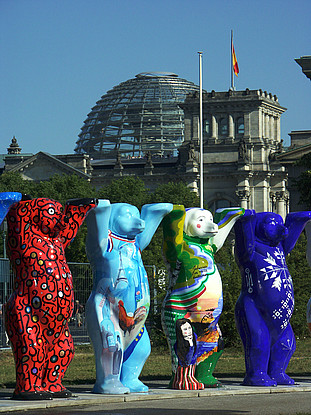
2002 und 2003 Berlin Brandenburger Tor
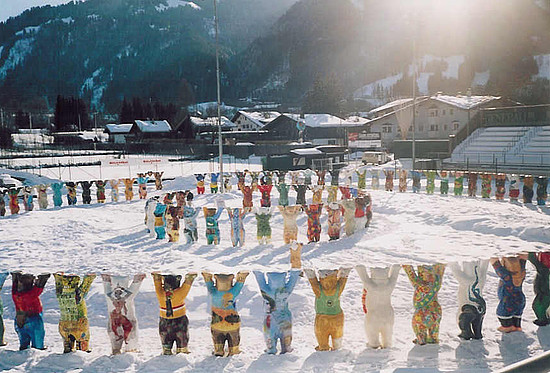
Kitzbühel (2004)
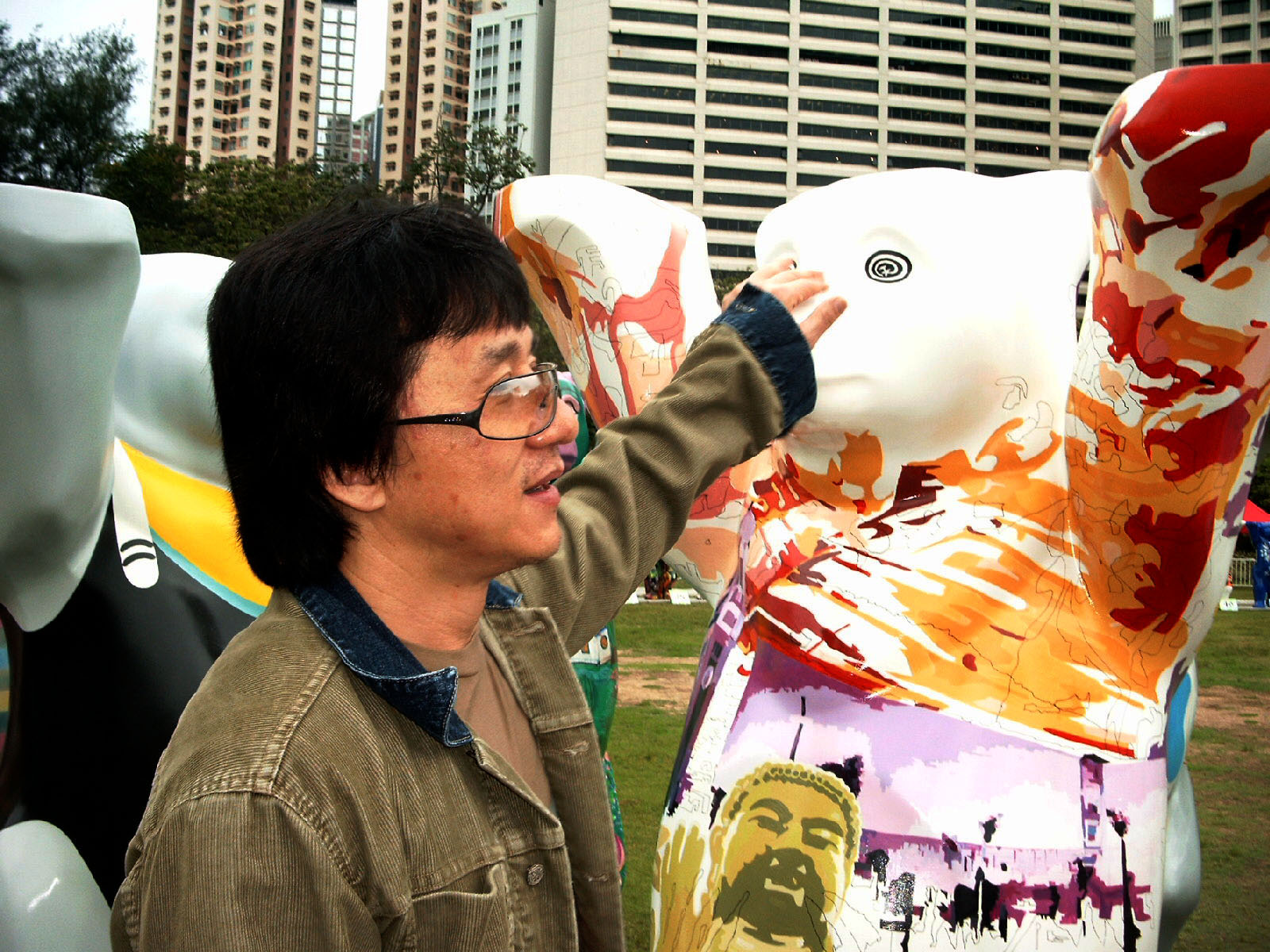
Hong Kong (2004) Jackie Chan eröffnet die Ausstellung
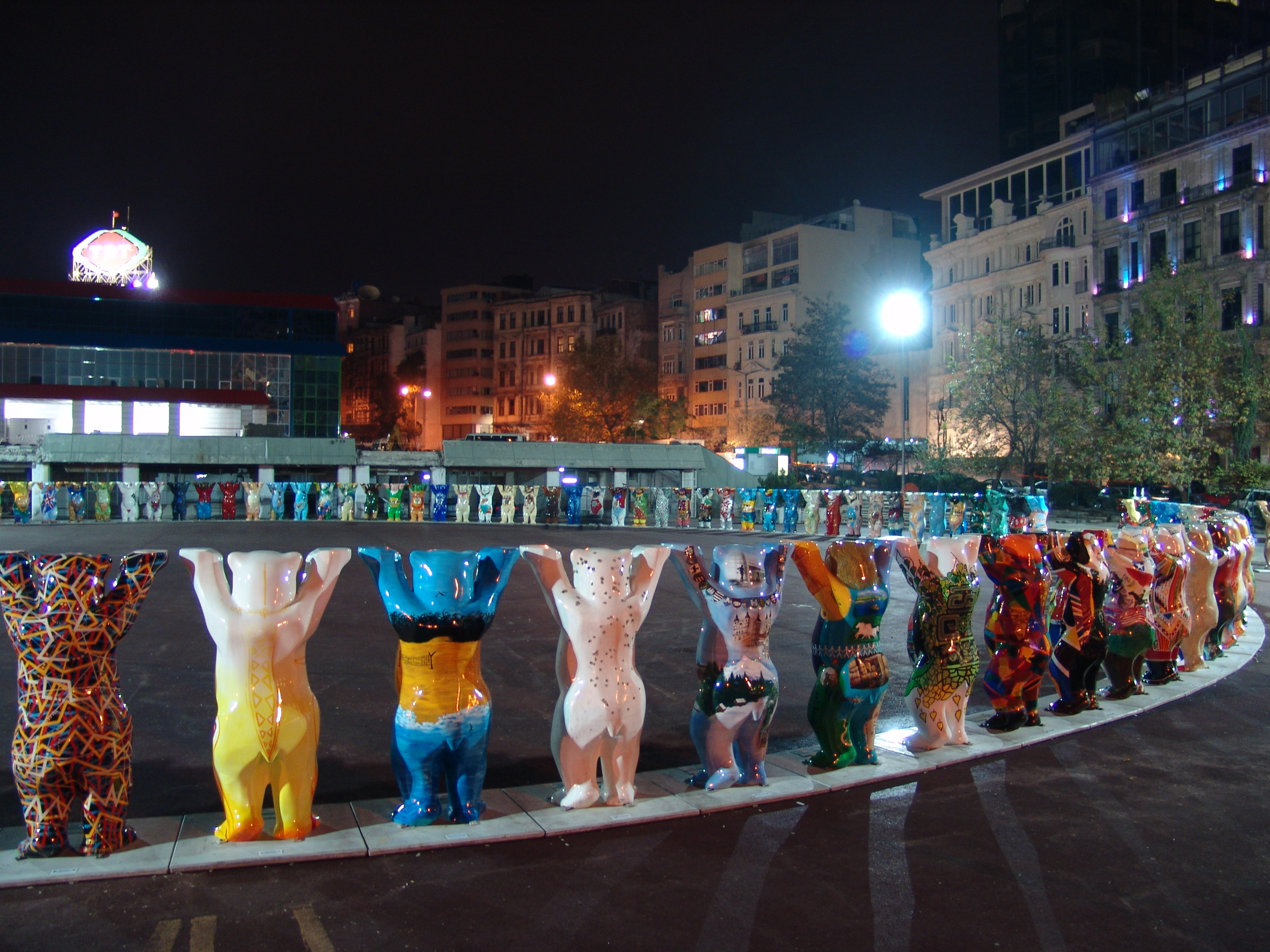
Istanbul, Tepebaşı Pera Square (2004)
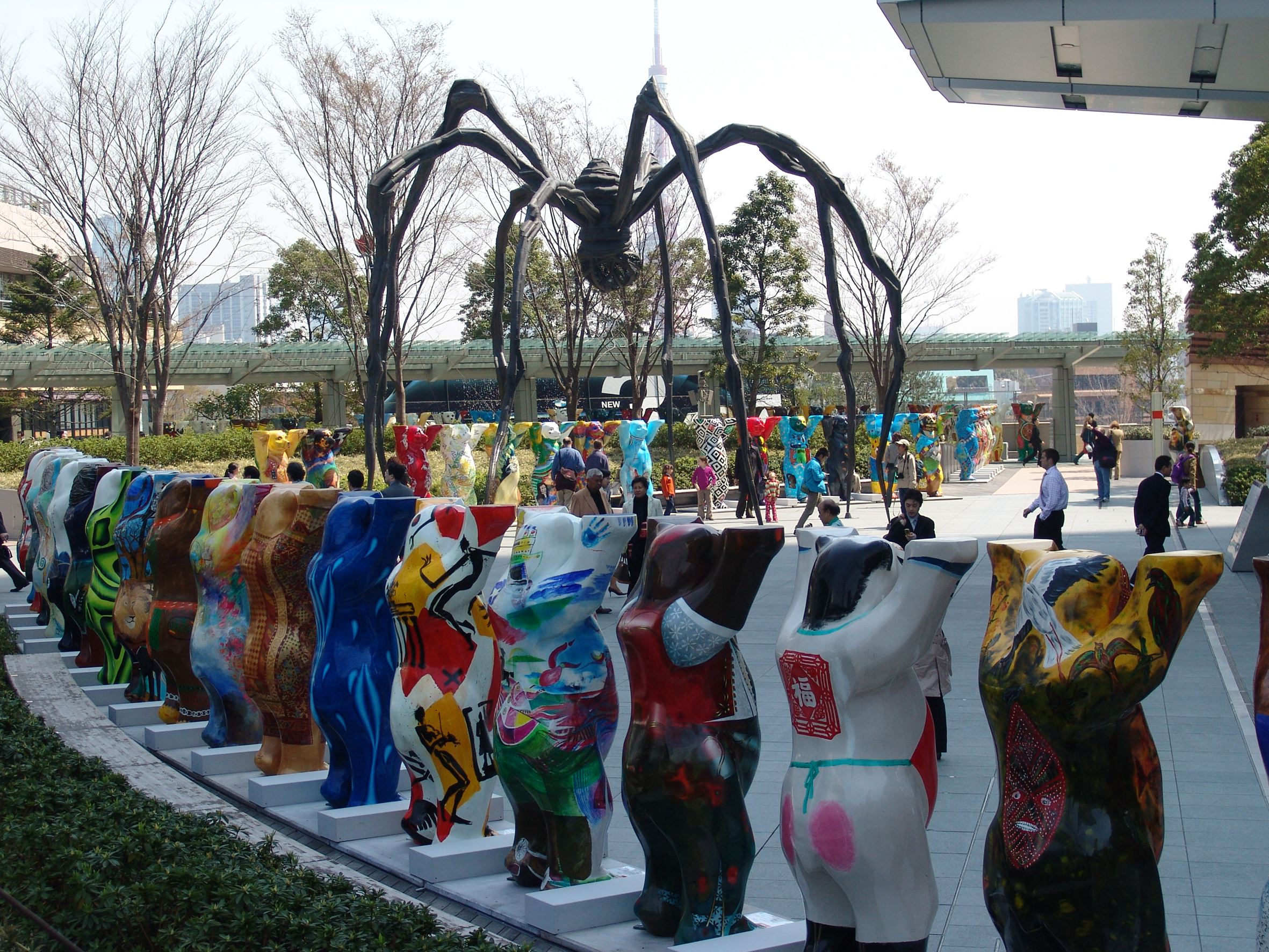
Tokio, Roppongi Hills (2005)
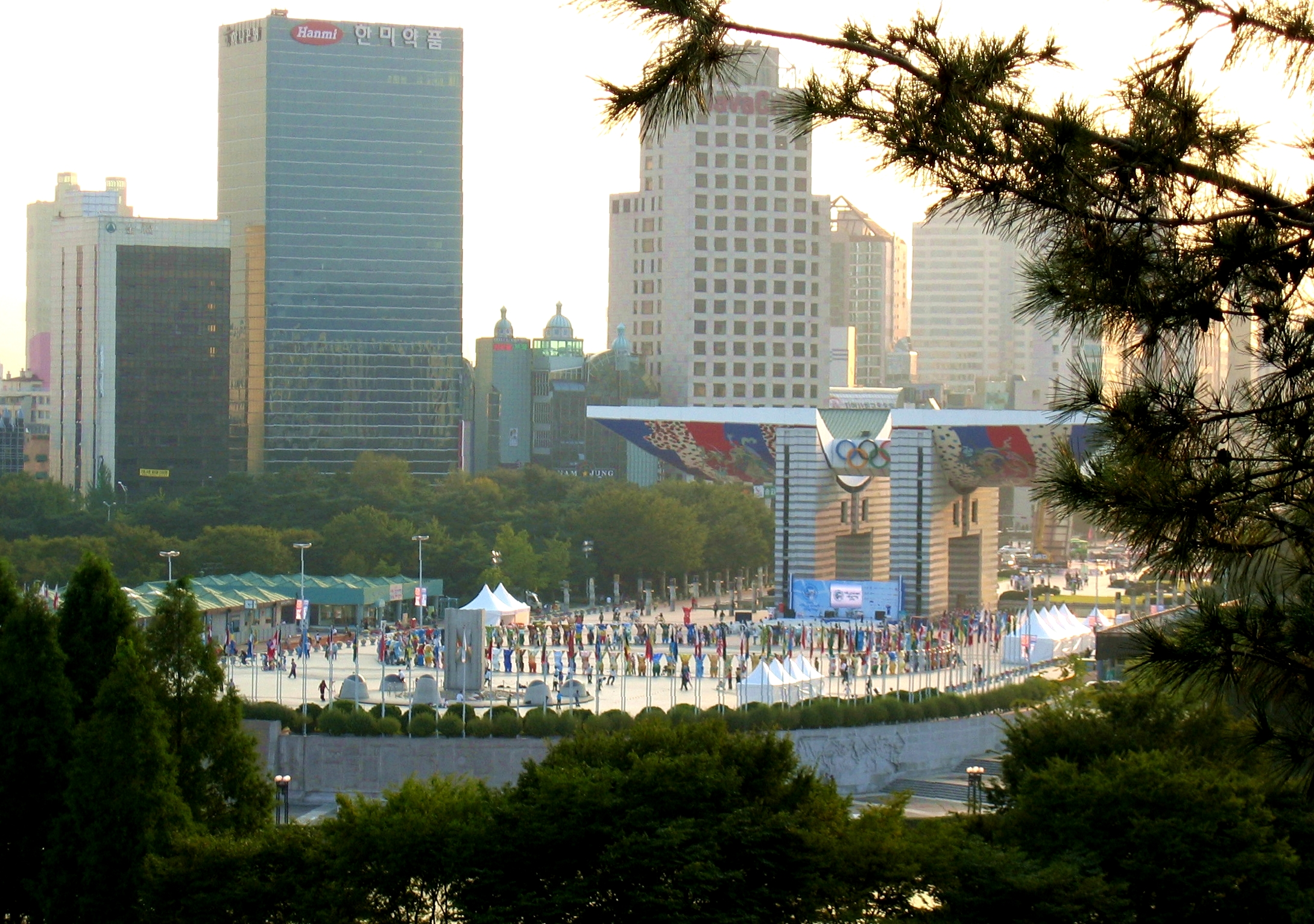
Seoul, Olympic Park (2005)

Seitdem werben die Bären auf ihrer stetigen Welttournee für ein friedliches Zusammenleben der Völker, der Religionen und Kulturen. Ausgestellt wurden sie 2004 in Kitzbühel (Österreich), Hongkong (unter der Schirmherrschaft von Jackie Chan) und Istanbul. Im Jahr 2005 folgten Tokio (die Eröffnung der Ausstellung wurde vom Bundespräsidenten Horst Köhler sowie dem japanischen Premier Jun’ichirō Koizumi vorgenommen; laut Botschafter Henrik Schmiegelow besuchten etwa drei Millionen Menschen die Ausstellung in Roppongi Hills) – und im Herbst Seoul. Dort, im Olympic Park, standen erstmals Bären aus Süd- und Nordkorea, gestaltet von Künstlern aus den jeweiligen Landesteilen, Tatze an Tatze, friedvoll nebeneinander.

### 2006 bis 2009

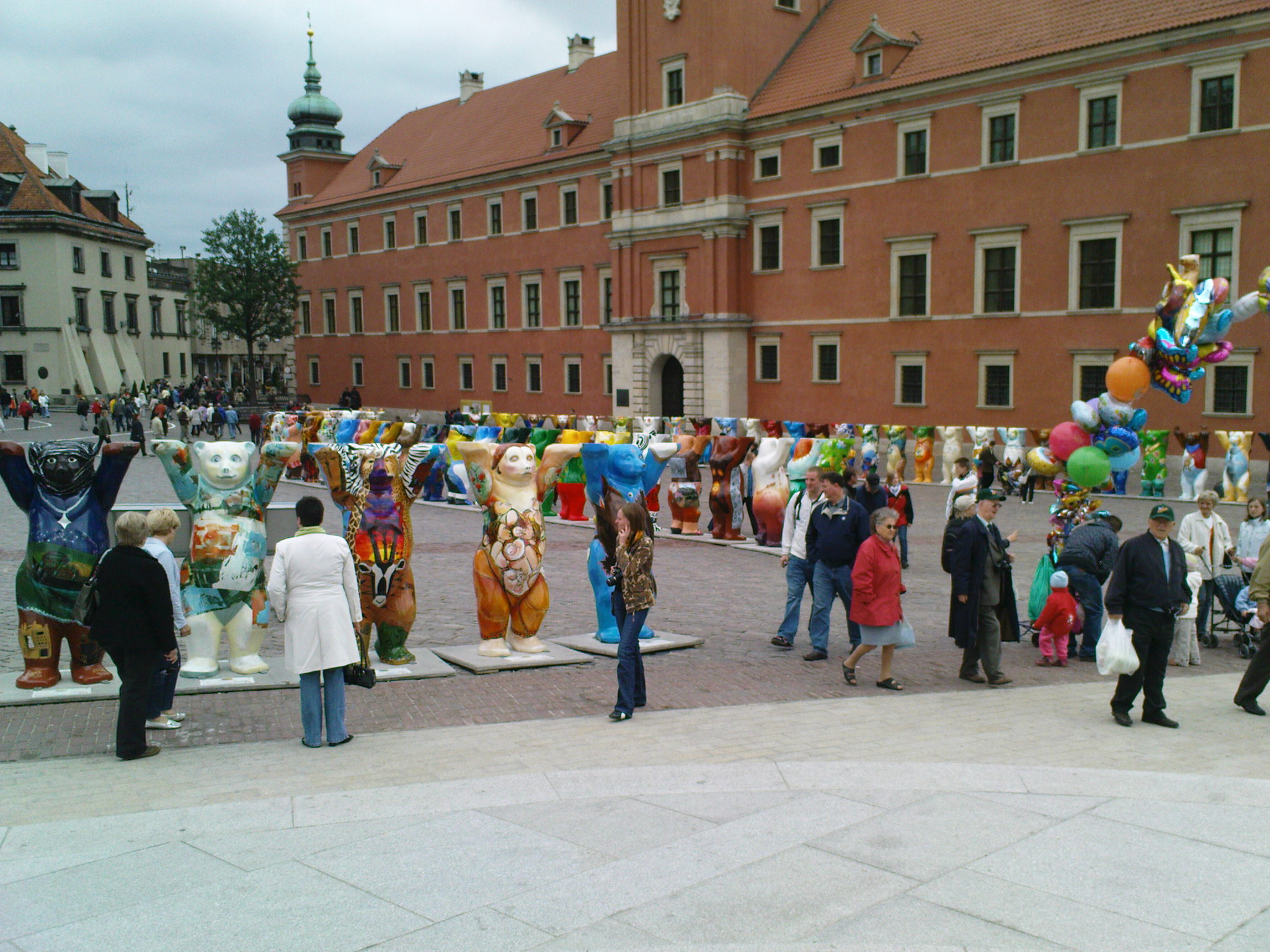
Warschau, Schlossplatz (2008)
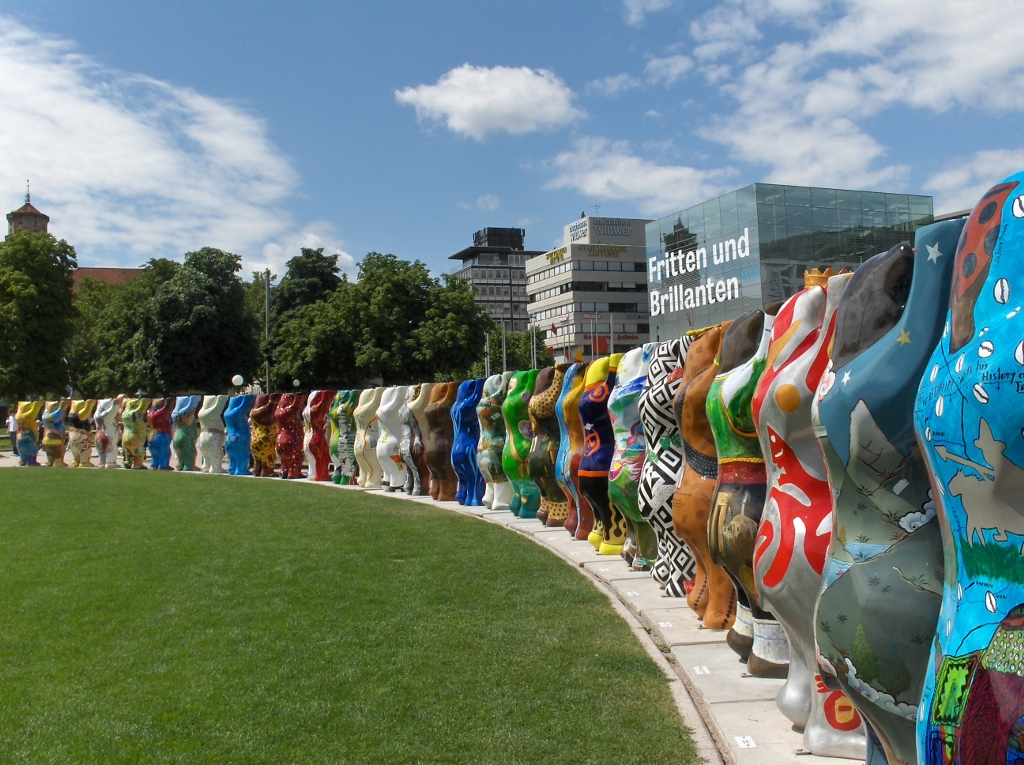
Stuttgart, Schloßplatz (2008)
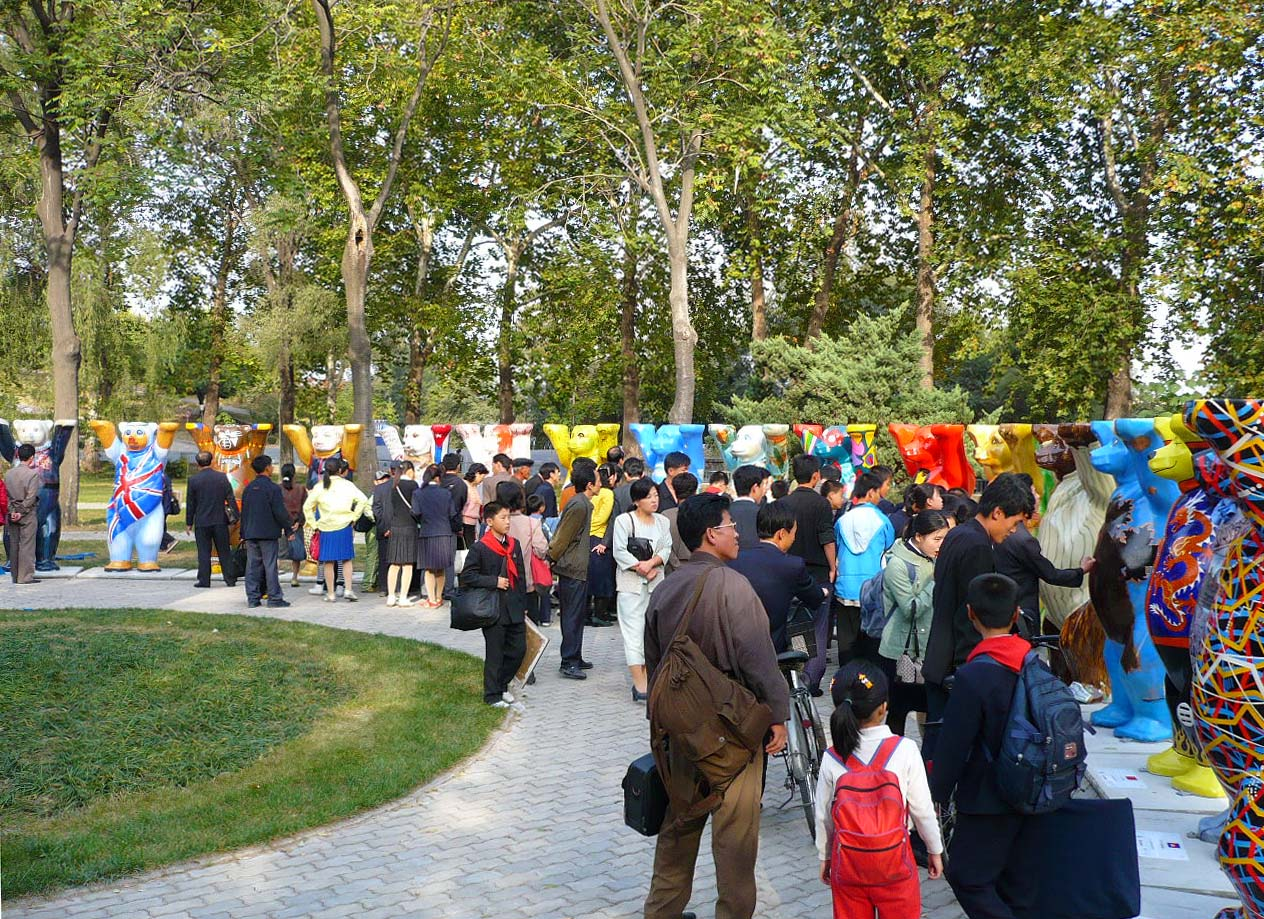
Pjöngjang, Moranbong (2008)
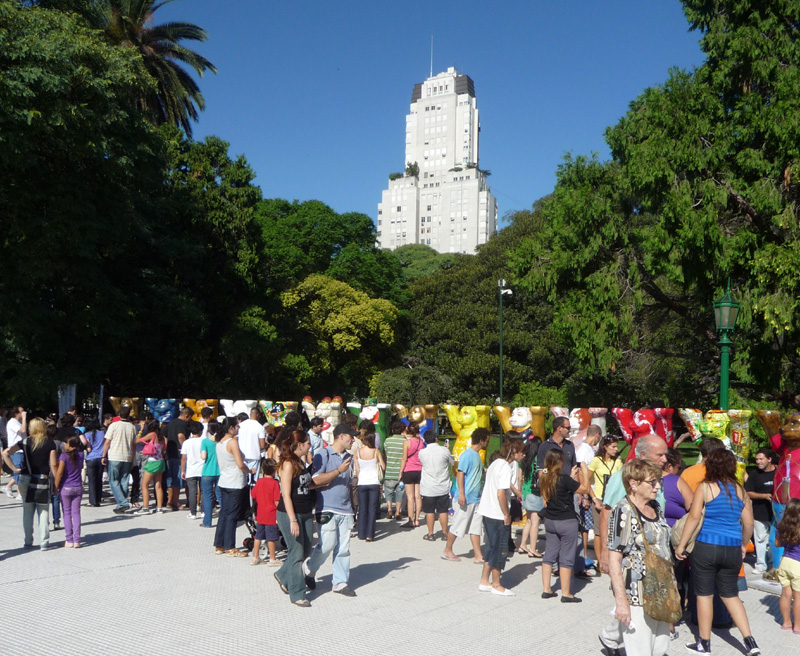
Buenos Aires, Plaza San Martin (2009)

Außenminister Joschka Fischer attestierte den United Buddy Bears bereits 2003, sie seien „ein eindrucksvolles Kunstwerk und zugleich ein Symbol für den kulturellen Reichtum unserer einen Welt, die durch friedliches Zusammenleben sehr viel mehr sein kann als nur die Summe ihrer Teile“. Das Goethe-Institut charakterisierte die United Buddy Bears als ein „völkerverbindendes Projekt“. Außenminister Frank-Walter Steinmeier bezeichnete sie in einem Grußwort als „Botschafter Berlins und eines weltoffenen Deutschlands“.
Im Sommer 2006 waren die United Buddy Bears wieder in Berlin zu sehen. Sie standen auf dem Bebelplatz in Berlin-Mitte. Aufgrund des geschichtsträchtigen Standortes kam es im Frühjahr 2006 zu einer kontroversen Diskussion in Berlin. Der Berliner Kultursenator Thomas Flierl äußerste seinen Unmut über die Bären, da der Bebelplatz ein Mahnmal an die Bücherverbrennung von 1933 ist. Begrüßt wurde diese Aufstellung von der Jüdischen Gemeinde zu Berlin als „eine Aufwertung des Bebelplatzes“. Gleichfalls gaben die benachbarte katholische Gemeinde der Sankt-Hedwigs-Kathedrale, der israelische Künstler und Bildhauer Micha Ullman, das Auswärtige Amt, der Berliner Senat und der Bezirk Berlin-Mitte positive Aussagen zur Aufstellung am Bebelplatz. Die offizielle Eröffnung des Kreises am 15. Juni 2006 fand im Beisein der Bundesministerin Heidemarie Wieczorek-Zeul, der Bürgermeisterin Karin Schubert und von rund 60 Botschaftern statt. Der Ausstellungsbesuch durch UN-Sonderbotschafterin Mia Farrow sollte am Weltflüchtlingstag auf die Flüchtlinge in der Region Darfur (Sudan) aufmerksam machen.
Nach der Ausstellung in Berlin ging der Kreis erneut auf Welttournee und wurde zunächst im Herbst 2006 auf dem Karlsplatz in Wien, unter der Schirmherrschaft von Christiane Hörbiger, präsentiert. Im Frühjahr 2007 wurde die United Buddy Bears-Ausstellung am Ufer des Nils in Kairo von Ägyptens First Lady, Suzanne Mubarak, auf der Insel Zamalek eröffnet. Schirmherr auf deutscher Seite war Hans-Dietrich Genscher. Im Sommer wurde dann unter der Schirmherrschaft von Iris Berben die lang geplante Ausstellung in Jerusalem, auf dem Safra Square, Realität. 132 Länder standen friedlich Hand-in-Hand, unter anderem Israel zwischen Iran und Irak. Und auch Palästina ist seit 2007 erstmals in dieser völkerverbindenden Ausstellung mit vertreten. Der Palästina-Bär wurde von Ibrahim Hazimeh, dem Präsidenten des Palästinensischen Nationalkomitees der Bildenden Kunst bei der AIAP / UNESCO, gestaltet. Den Ausstellungen der United Buddy Bears bescheinigte Ban Ki-moon, Generalsekretär der Vereinten Nationen, im Oktober 2007, dass sie die „hohe Kreativität der Künstler aus vielen verschiedenen Ländern zeigen“ und damit „eine Botschaft der Harmonie und des Friedens in die Welt hinaustragen“.

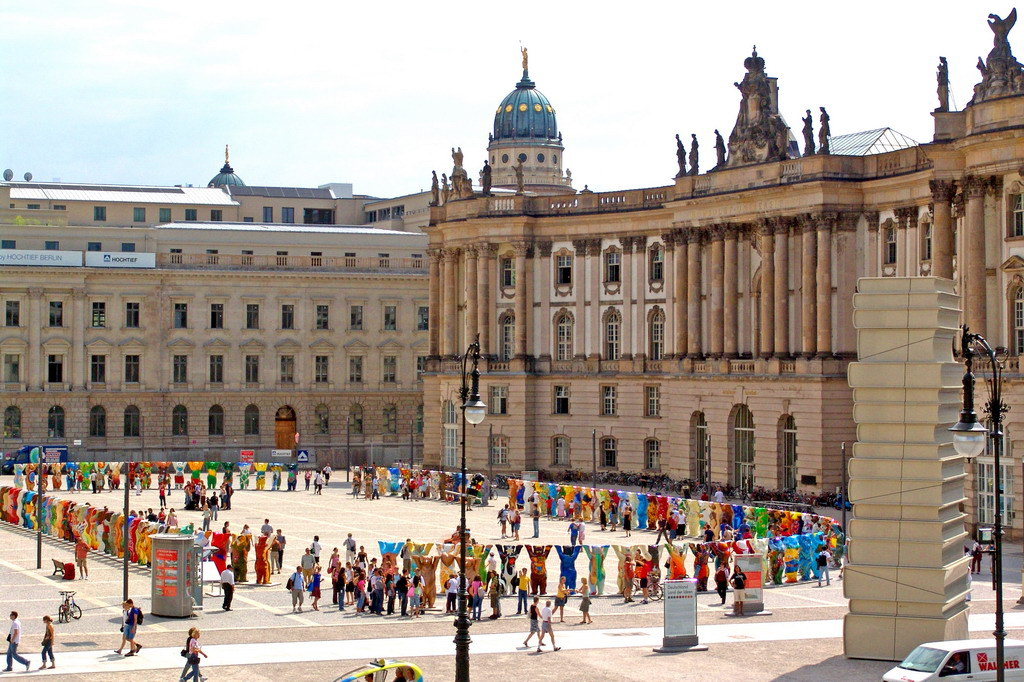
Berlin, Bebelplatz (2006)
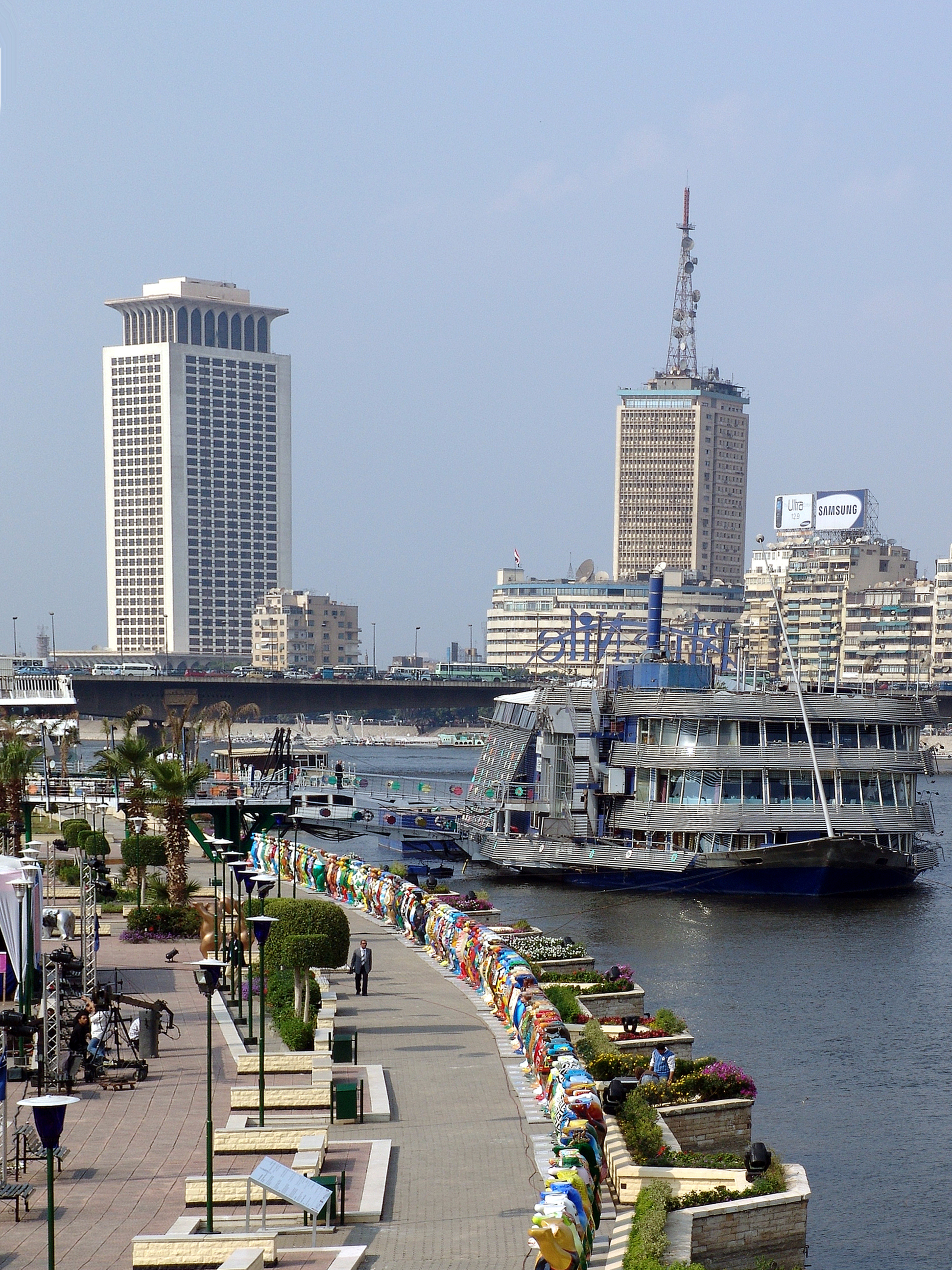
Kairo, United Buddy Bears am Ufer des Nils (2007)
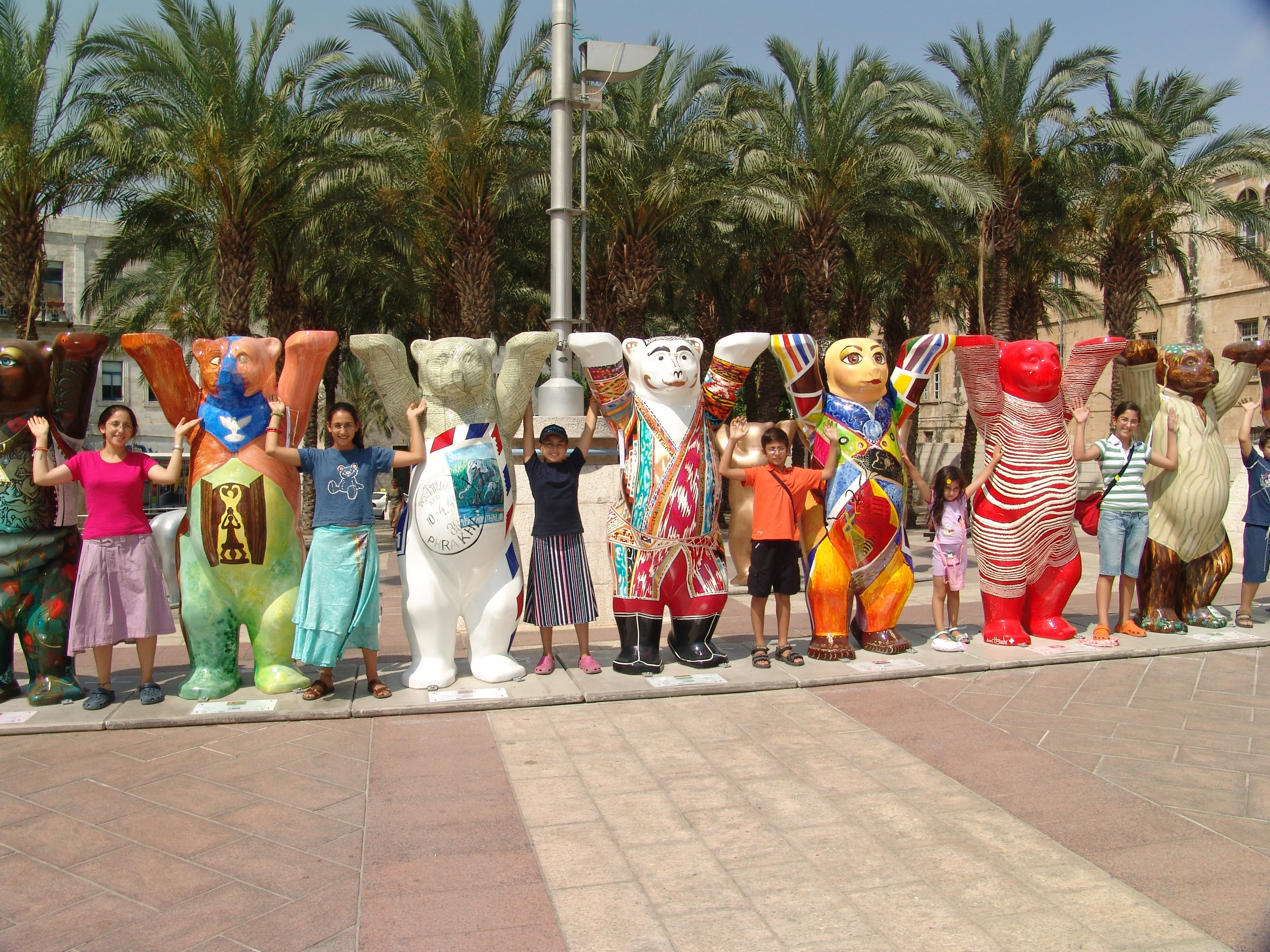
Jerusalem, Safra Square (2007)
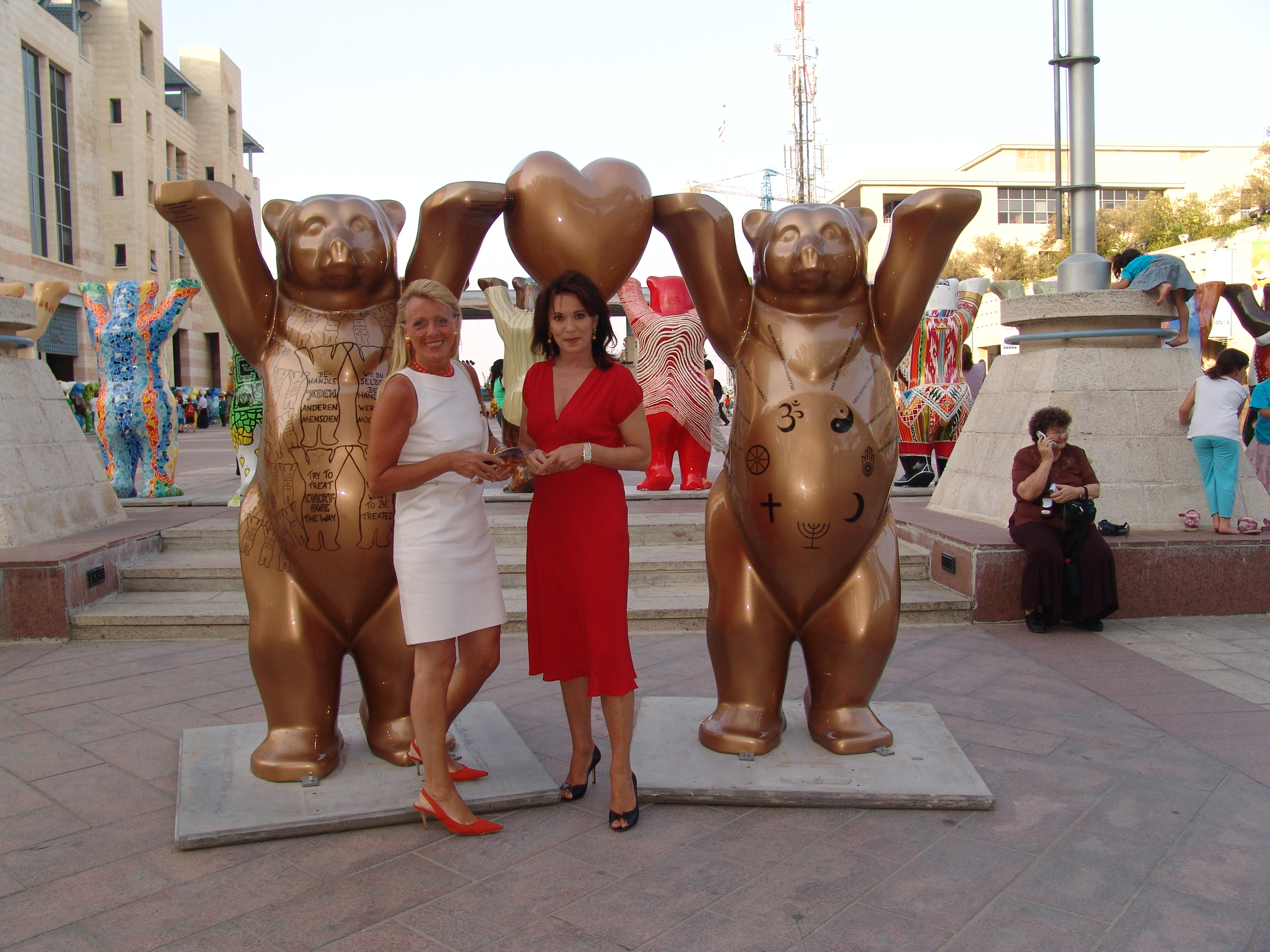
Eva Herlitz und Iris Berben, Jerusalem 2007

Im Mai/Juni 2008 kam die Ausstellung nach Warschau. Auf dem Plac Zamkowy (deutsch: Schlossplatz) wurde – in Tradition und als Erinnerung zum Weimarer Dreieck – die Eröffnung gemeinsam von den drei Bürgermeistern der Städte Warschau (Hanna Gronkiewicz-Waltz), Berlin (Klaus Wowereit) und Paris (Vize-Bürgermeisterin Anne Hidalgo) vorgenommen. Im Sommer 2008 gastierten die United Buddy Bears in Stuttgart auf dem Schlossplatz rund um die Jubiläumssäule. Die Eröffnung der Ausstellung erfolgte durch Oberbürgermeister Wolfgang Schuster.
Die Deutsche Botschaft in Nordkorea holte die Bären im Herbst 2008 in das Stadtzentrum von Pjöngjang. Sie standen am Fuße des Moran-Hügels, in der Nähe der Kim Il-sung-Statue. Es war die erste Kunst-Ausstellung, die aus dem Ausland kam und zugleich die erste, die in Nordkorea für jedermann frei zugänglich war. Das Institut für Auslandsbeziehungen schrieb hierzu am 20. Oktober 2008 (ifa Kulturaustausch): „Die Ausstellung in Pjöngjang verändert sicher nicht die Welt, aber es verändert die Welt in Nordkorea sehr stark.“ Die FAZ war überrascht, dass es den United Buddy Bears gelang, als „erste öffentliche Kunstausstellung aus dem Ausland, die für jedermann zugänglich ist“, in das abgeschottete Pjöngjang zu gelangen.
Im Frühjahr 2009 konnte auf der Plaza San Martin der argentinischen Metropole von Buenos Aires die große Eröffnung der ersten Ausstellung auf dem amerikanischen Kontinent gefeiert werden; es spielten die Philharmoniker aus Buenos Aires. Die Eröffnung vor rund 500 geladenen Gästen wurde vorgenommen durch den Bürgermeister Mauricio Macri. Unter der Leitung des Kulturministers Hernàn Lombardi konnte die Stadt auf 7 Wochen Ausstellungszeit mit vielen Veranstaltungen und hunderttausenden Besuchern zurückschauen. Die 17. Ausstellung wurde im Mai in Montevideo im Beisein des Präsidenten von Uruguay, Tabaré Vázquez, des Bürgermeisters Montevideos, Ricardo Ehrlich sowie des Deutschen Botschafters in Uruguay, Bernhard Graf von Waldersee, eröffnet.
- Warschau,
Schlossplatz (2008)
- Stuttgart,
Schloßplatz (2008)
- Pjöngjang,
Moranbong (2008)
- Buenos Aires,
Plaza San Martin (2009)

### 2010–2014
Die United Buddy Bears überwinterten erstmals in Berlin und waren von Ende November 2009 bis Mitte April 2010 im Berliner Hauptbahnhof (U 55) in der sogenannten Dudlerpassage ausgestellt. Die Ausstellung – unter Schirmherrschaft von Bundesministerin Ursula von der Leyen – wurde eröffnet von der Schauspielerin und Sonderbotschafterin der United Buddy Bears, Dennenesch Zoudé, sowie dem Botschafter Kasachstans, Nurlan Onschanow, der bekannt gab, dass die nächste Ausstellung im Sommer 2010 im Herzen der kasachischen Hauptstadt Astana präsentiert werden wird.
Schon Mitte Mai 2010 statt erst im Sommer wurde vom Akim (‚Bürgermeister‘) Imanghali Tasmaghambetow von Astana die zuvor genannte Buddy-Bear-Ausstellung vor rund zweitausend geladenen Gästen und mit vielen künstlerischen sowie folklorischen Beiträgen der Ethnien Kasachstans feierlich eröffnet. Die zweieinhalb Monate dauernde Ausstellung befand sich am Fuße des Bajterek-Tower.

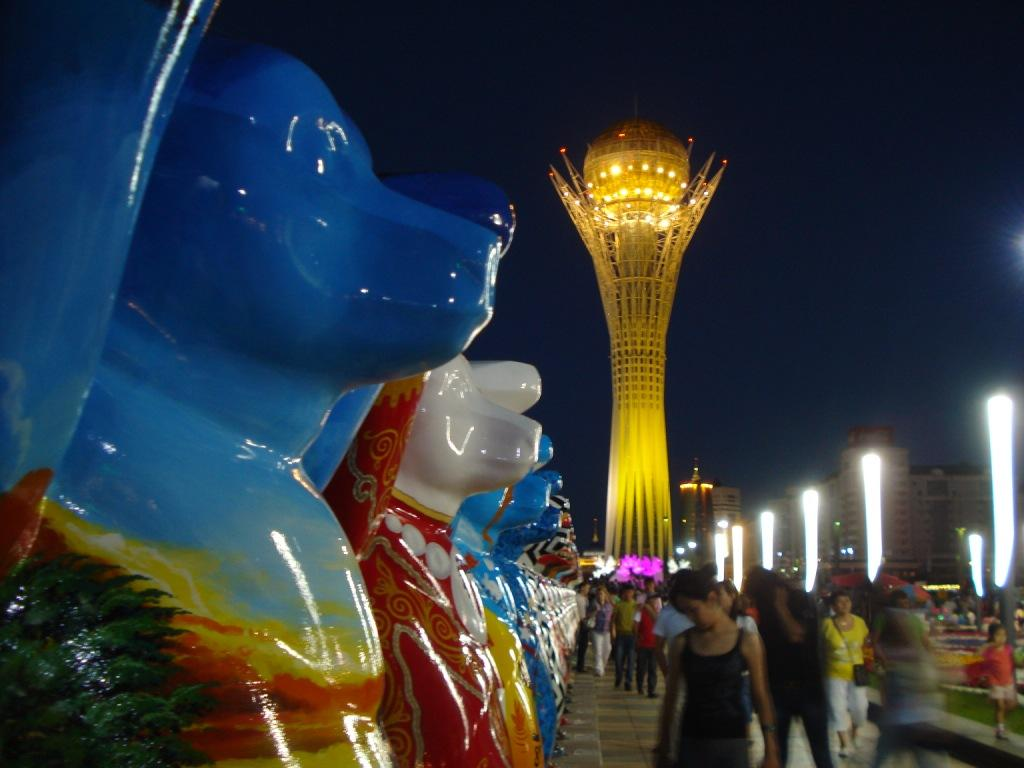
Astana, Bajterek-Tower (2010)
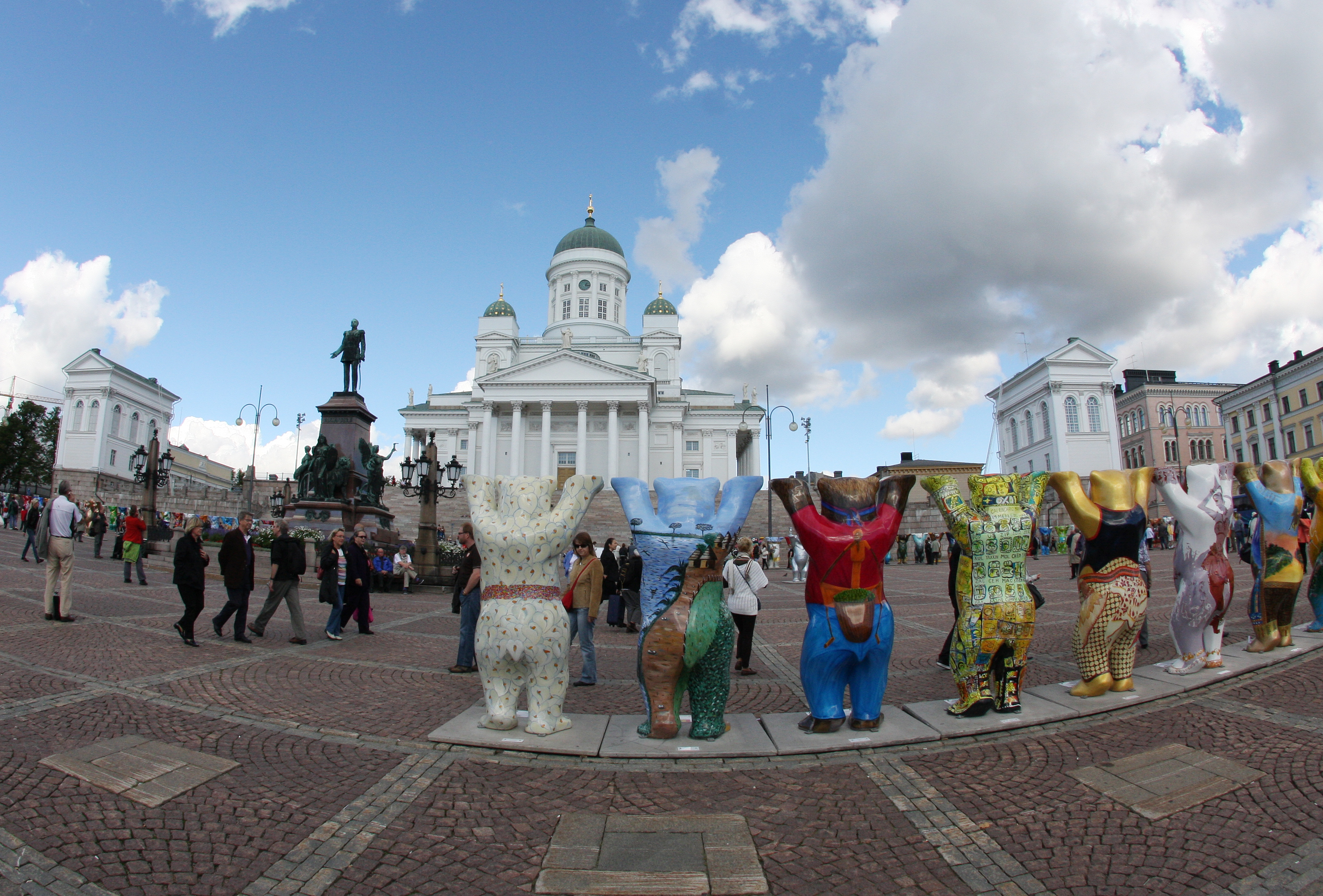
Helsinki, Senatsplatz (2010)
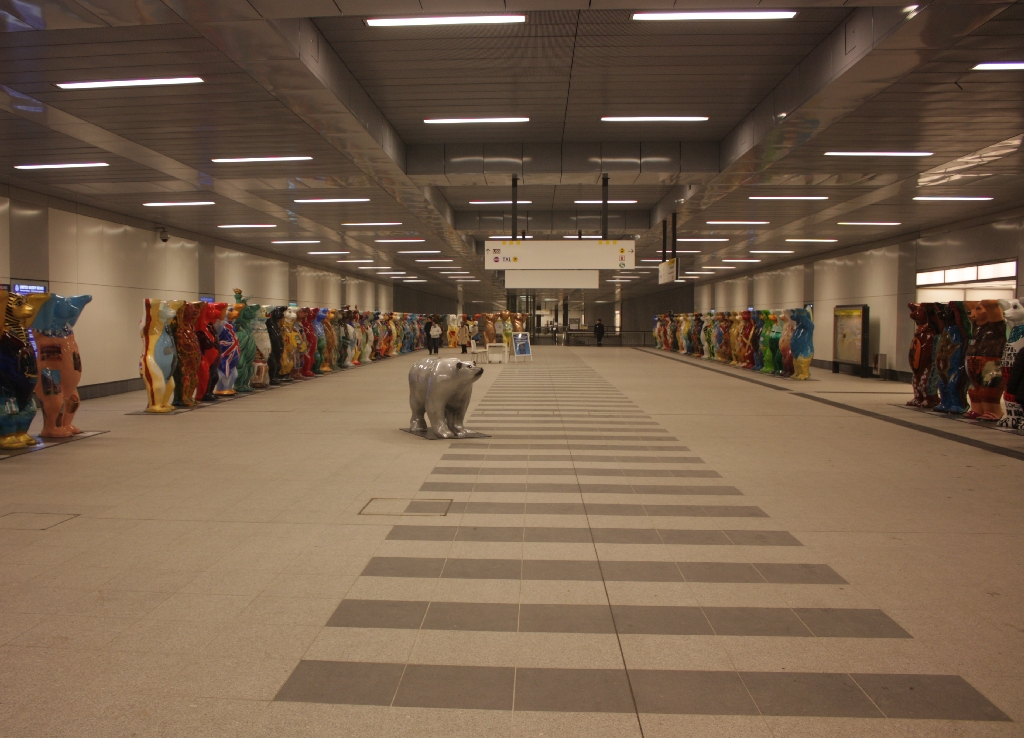
Berlin, Hauptbahnhof „Indoor“ (2010)
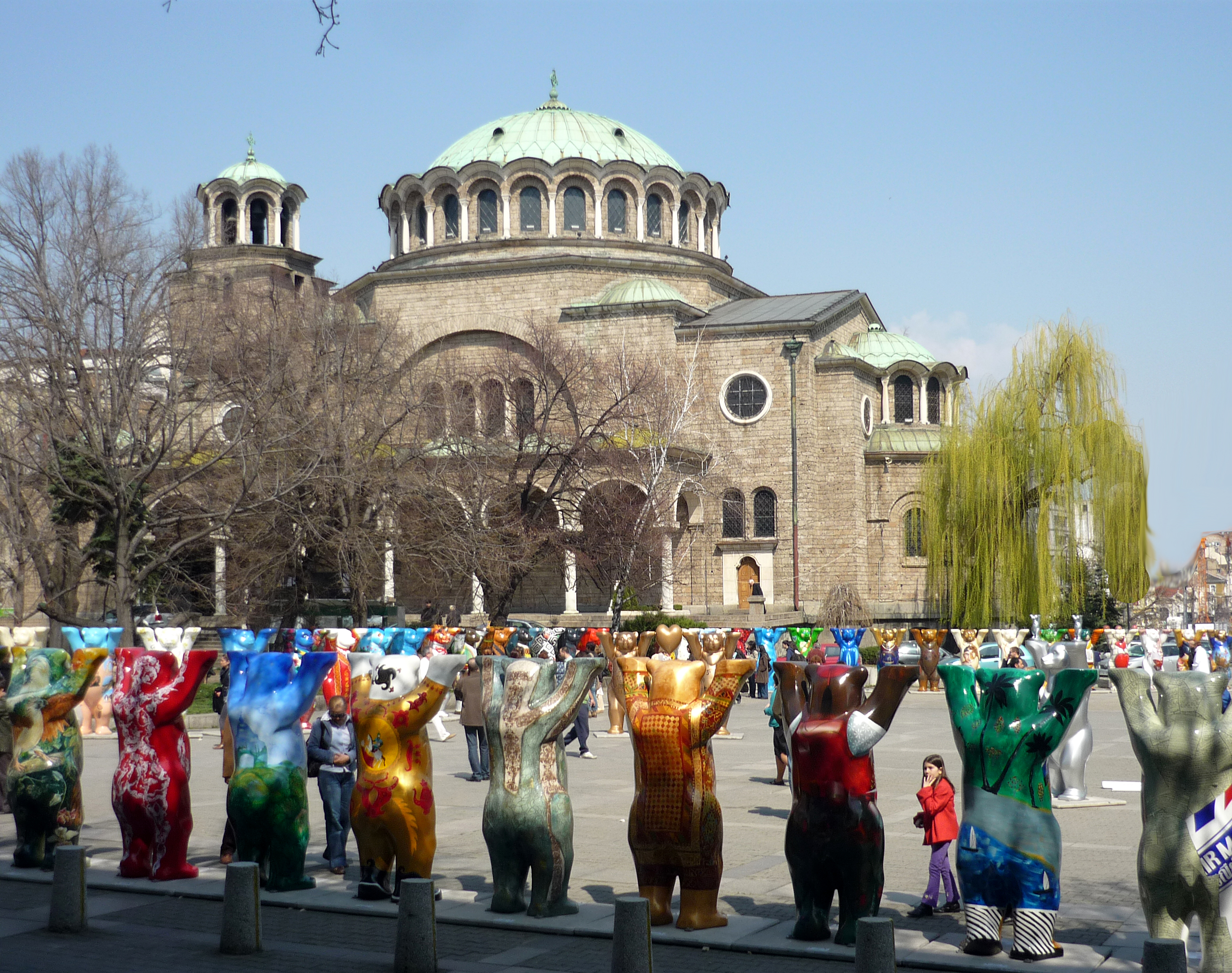
Sofia, Platz St. Nedelya (2011)

Die 20. Ausstellung der Welttournee, die der Bürgermeister Jussi Pajunen auf dem Senatsplatz in Helsinki eröffnet hatte, war im Norden Europas im September und Oktober 2010 zu Gast. Verantwortlich für diese Ausstellung waren die Deutsche Botschaft und das Goethe-Institut in Finnland, mit Unterstützung der Stadt Helsinki und der DB Schenker.
Unter dem Motto Vielfalt in Deutschland veranstaltete die Deutsche Botschaft Sofia die Deutschlandwochen in Bulgarien. Mit der Kunstausstellung der United Buddy Bears wurden Anfang April 2011 offiziell die Deutschlandwochen eröffnet. Die Ausstellung steht symbolisch für internationale Völkerverständigung und Toleranz. Die Schirmherrschaft übernahmen der Regierende Bürgermeister von Berlin, Klaus Wowereit, sowie die Bürgermeisterin von Sofia, Yordanka Fandakova. Die 22. Ausstellung wurde in der Heimatstadt der Buddy Bären anlässlich der Jubiläumsfeiern auf dem Kurfürstendamm am 26. Juni 2011 eröffnet und war dort über 3 Monate präsent. Die nächste Reise führte die Buddy Bären erneut nach Asien, erstmal nach Südost-Asien, in die Hauptstadt Malaysias, Kuala Lumpur. Unter der Schirmherrschaft des Sultan von Selangor eröffnete im Dezember 2011 der Bürgermeister von Kuala Lumpur, Tan Sri Ahmad Fuad bin Ismail, und der Minister für Tourismus, Datuk Victor Wee, die Ausstellung rund um den Brunnen vor dem Pavilion KL, am Boulevard Bukit Bintang, in einem feierlichen, vorweihnachtlichen Rahmen, bevor sie nach knapp 3 Monaten und von offizieller Seite registrierten 2,5 Millionen Besuchern mit einem Festakt zu Gunsten von Kinderhilfs-Aktivitäten beendet wurde.

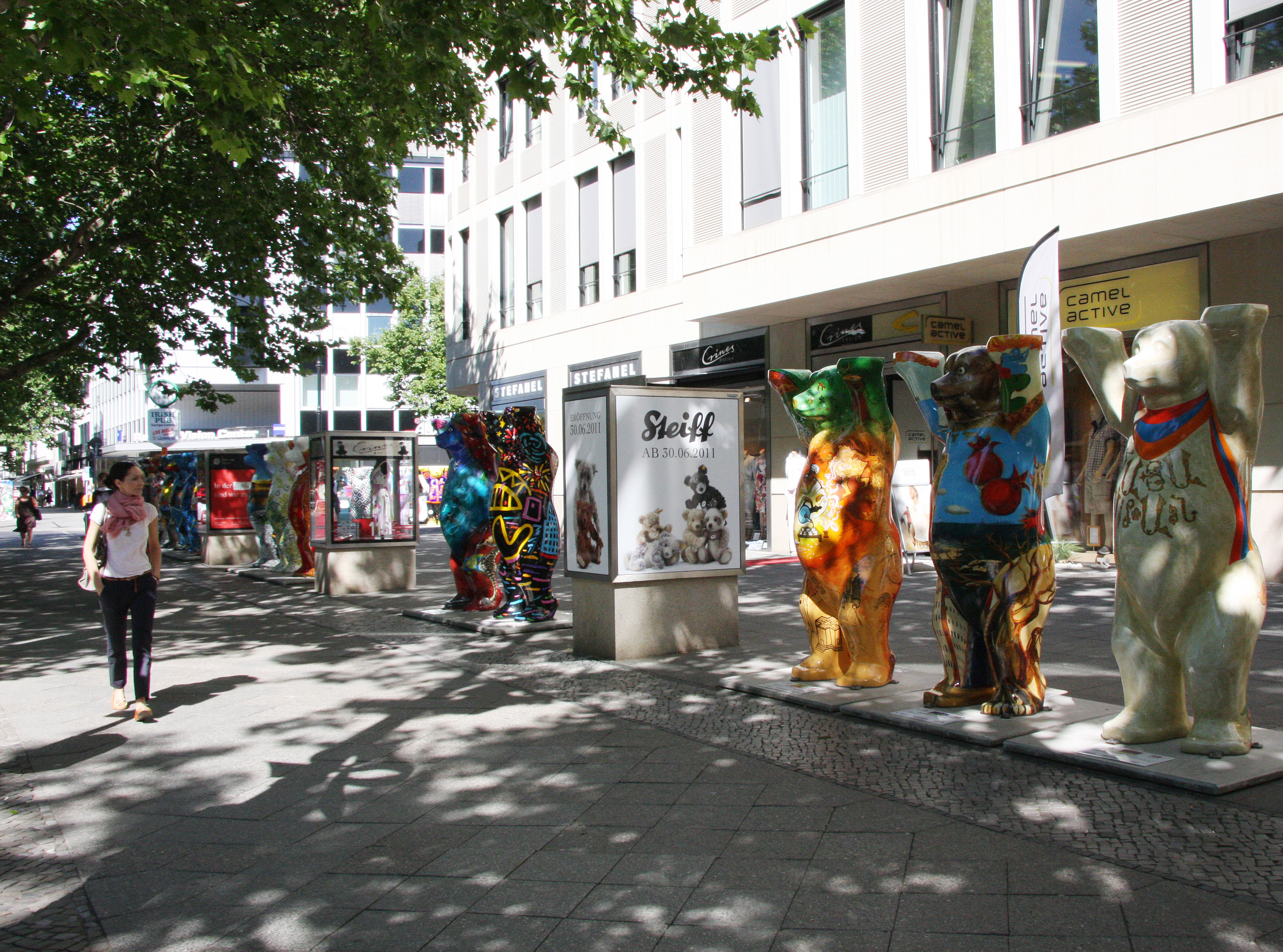
Berlin Kurfürstendamm (2011)
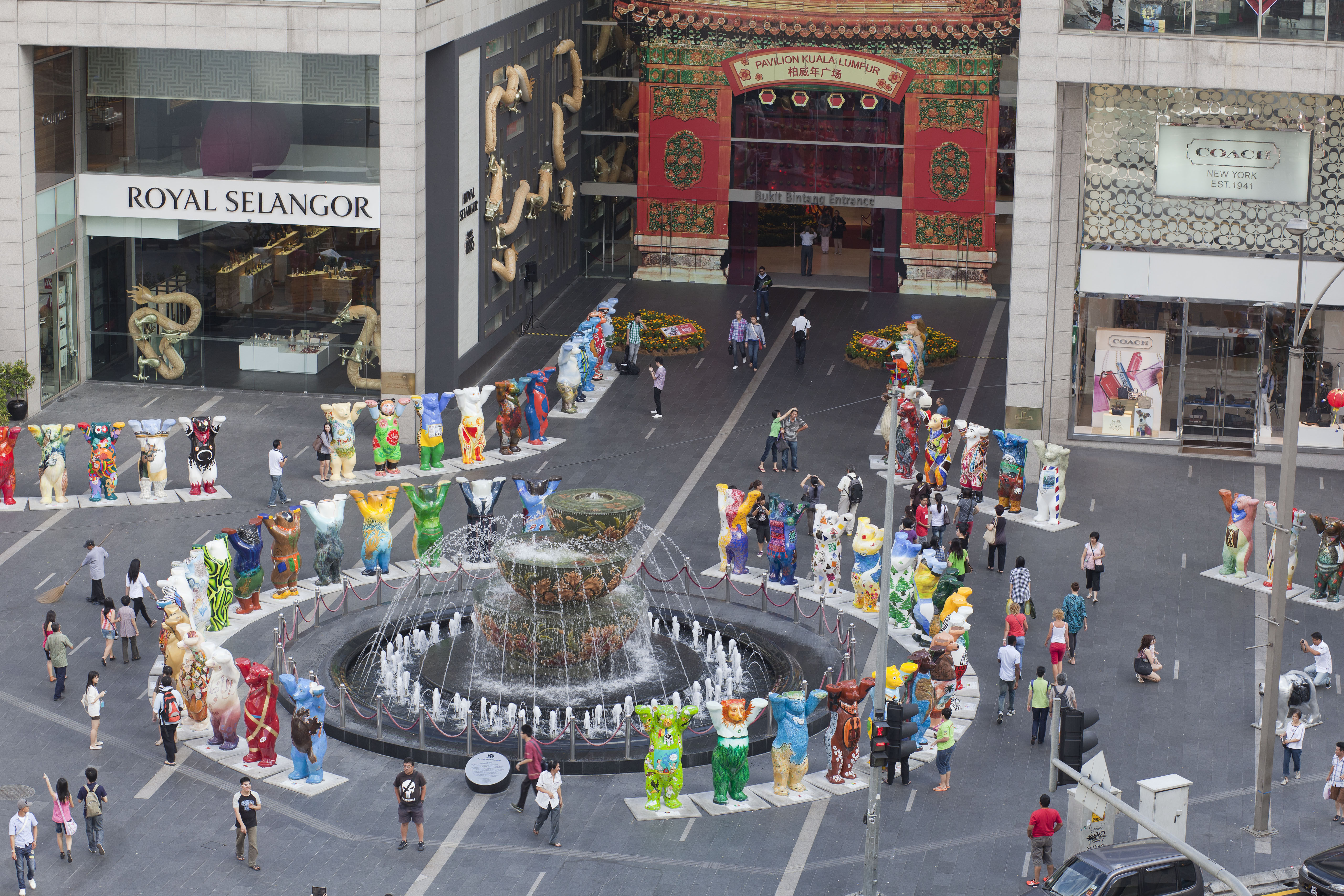
Kuala Lumpur Malaysia (2011/2012)
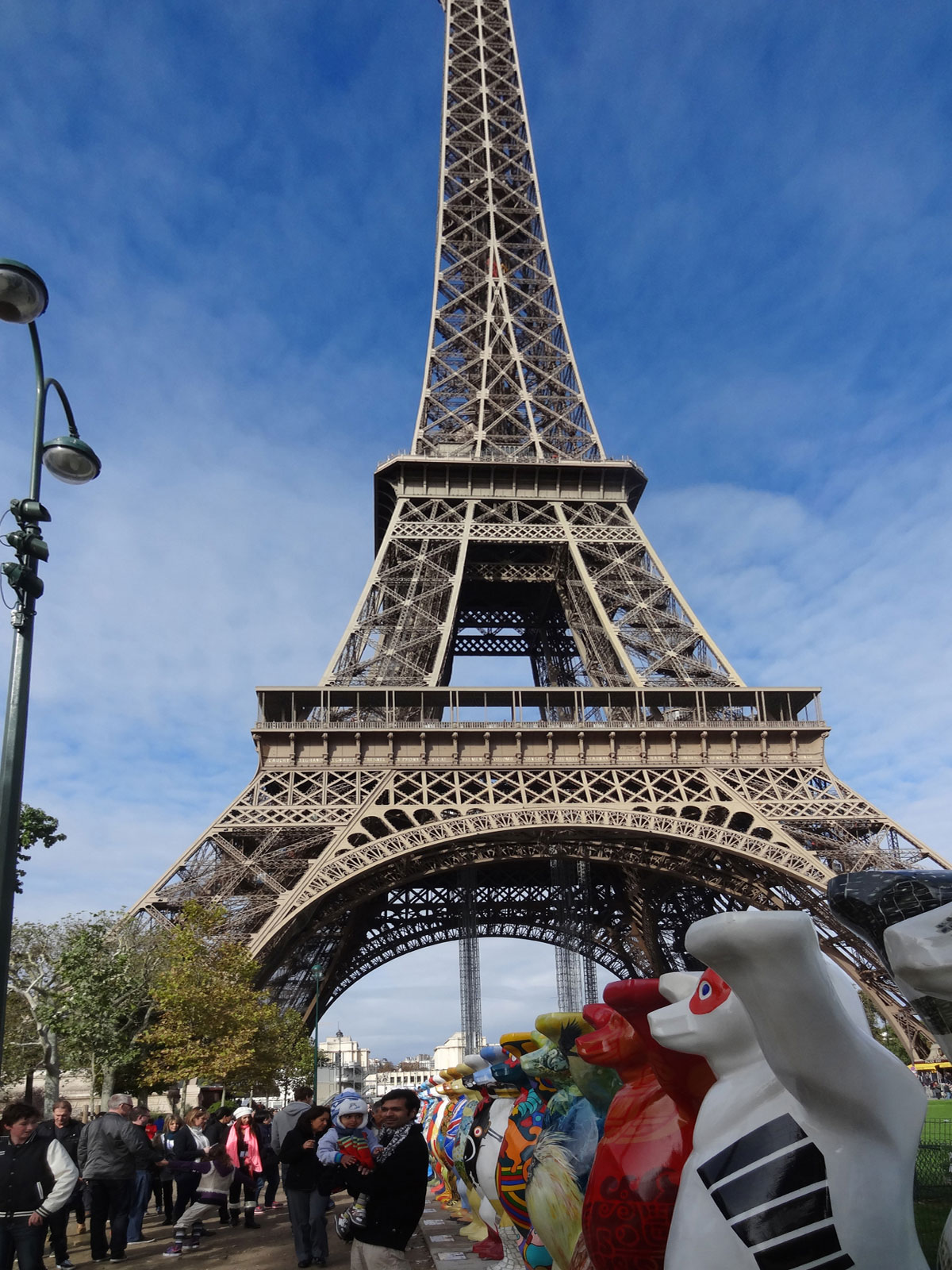
Paris, Eiffelturm Champ de Mars (2012)
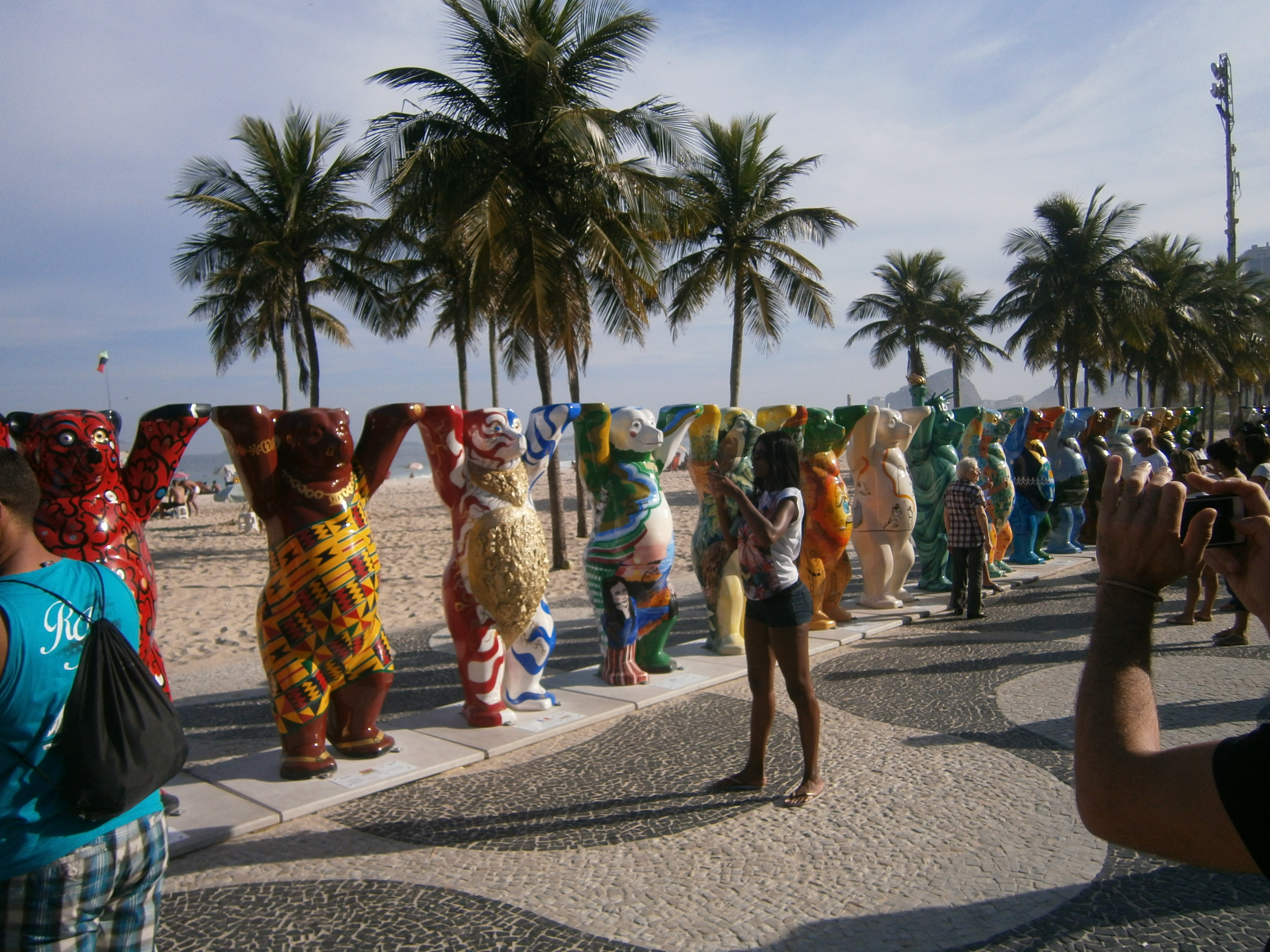
Rio de Janeiro Strand von Leme (2014)
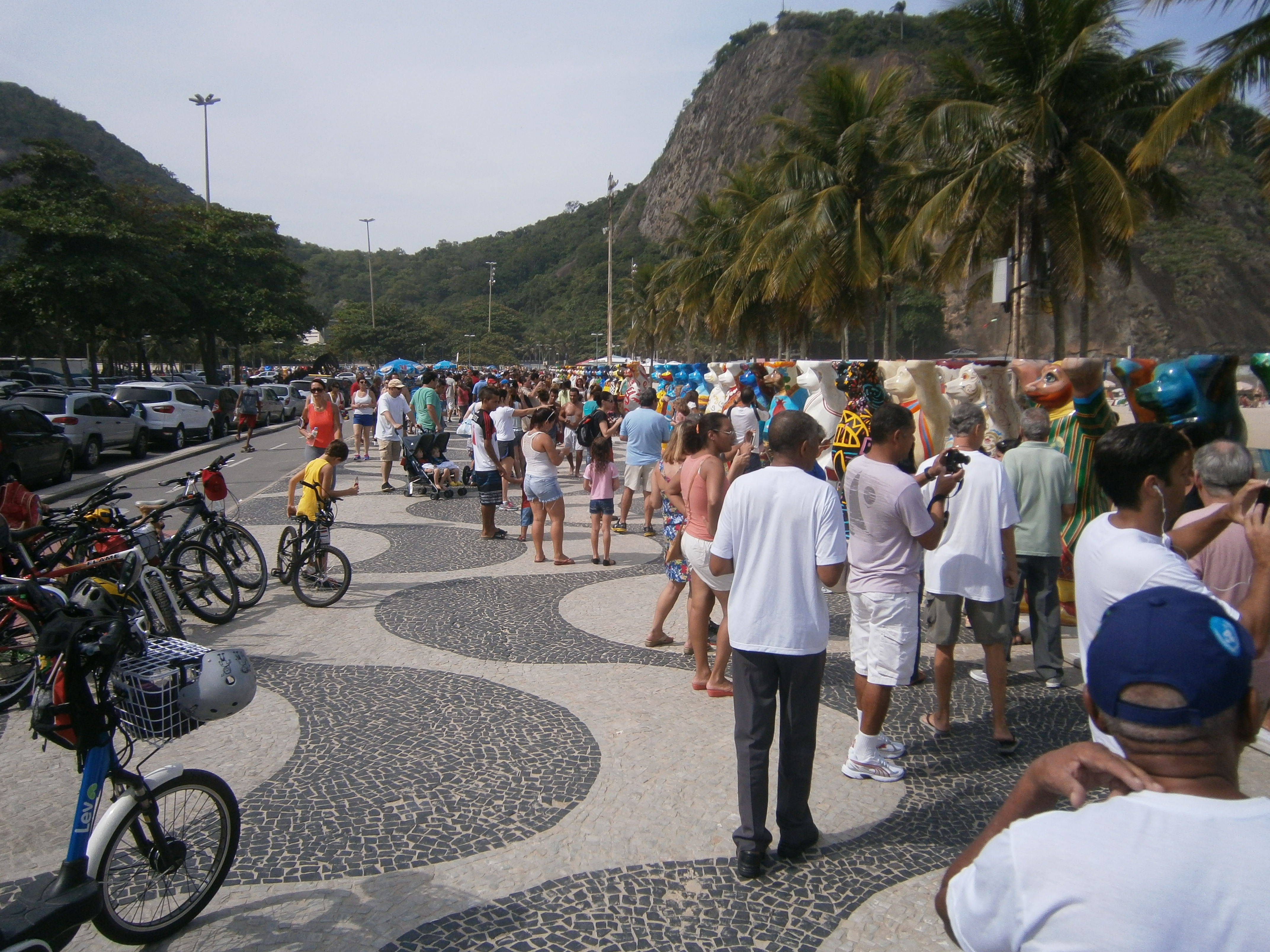
Rio de Janeiro Strand von Leme (2014)

Im Rahmen des Deutschlandjahres Deutschland und Indien 2011–2012 waren die United Buddy Bears von März bis Mai 2012 in Neu-Delhi zu Gast. Die Ausstellung eröffneten Sheila Dikshit (Chief Minister von Delhi), Klaus Wowereit (Regierender Bürgermeister von Berlin) und Eva und Klaus Herlitz (Initiatoren der United Buddy Bears) im Central Park am Connaught Place, im Herzen Neu-Delhis. Die insgesamt 147 Bären wurden anschließend Dank Unterstützung der Reederei Hamburg Süd und dem Logistiker DB Schenker in acht 40'-Containern nach St. Petersburg transportiert, wo Ende Juni 2012 die Ausstellung nahe dem Winterpalast (Eremitage) durch den Deutschen Botschafter in Moskau, Ulrich Brandenburg, im Rahmen des Deutschlandjahres in Russland eröffnet wurde.
Im Herbst 2012 wurde die Ausstellung in Paris eröffnet: Die United Buddy Bears sind Botschafter Berlins und Deutschlands und erinnern in Frankreich daran, dass der Grundstein der deutsch-französischen Freundschaft vor 50 Jahren mit der Unterzeichnung des Élysée-Vertrags am 22. Januar 1963 gelegt wurde. „Nur auf dem festen Fundament der deutsch-französischen Freundschaft kann es gelingen, die Welt von heute erfolgreich mitzugestalten“, teilte Außenminister Guido Westerwelle – passend zur Verleihung des Friedensnobelpreises an die EU – mit.
Die Ausstellung wurde anlässlich des Deutschen Jahres in Brasilien – unter Schirmherrschaft von Frank-Walter Steinmeier – im Mai 2014 erstmals in einem Portugiesisch sprechenden Land, in Brasilien, in Rio de Janeiro, auf der Copacabana gezeigt. Sie war auch während der Zeit der Fußball-Weltmeisterschaft am Strand des Stadtteils Leme für alle Besucher kostenlos zu sehen. Die Initiative ging vom Deutschen Generalkonsulat als auch der Stadt Rio de Janeiro aus – das Programm beinhaltete unter anderem lokale Workshops, die sich detailliert mit der Geschichte und der Botschaft der „Buddy Bears“ beschäftigten. Über eine Million Besucher sahen die Ausstellung.
Mitte Dezember 2014 kündigten Kuba und die USA an, ihre Beziehungen nach mehr als 50 Jahren diplomatischer Eiszeit zu normalisieren. Dies war Anlass für das Auswärtige Amt, die United Buddy Bears von Januar bis März 2015 nach Havanna zu entsenden. Auf dem Plaza San Francisco de Asis, im Herzen der Altstadt, wurde die Ausstellung von dem Stadthistoriker und inoffiziellen Bürgermeister der kubanischen Hauptstadt, Eusebio Leal Spengler, sowie von Irmgard Fellner (AA Berlin), Peter Scholz (Deutscher Botschafter in Kuba) und den Initiatoren Eva und Klaus Herlitz eröffnet.

### Ab 2015
Die acht Container mit rund 140 United Buddy Bears wurden Mitte März 2015 vom kubanischen Hafen Mariel verschifft nach Chile, wo Ende April die nachfolgende Ausstellung im Parque Bicentenario im Stadtteil Vitacura von Santiago eröffnet wurde. Der chilenische Außenminister Heraldo Benjamín Muñoz beglückwünschte „alle Künstler, die mit dazu beigetragen haben, die „United Buddy Bears“ während ihrer 14-jährigen Wanderung durch fünf Kontinente zu einem bedeutenden kulturellen und wohltätigen Ereignis von internationalen Rang hat werden lassen“.
Im Herbst 2016 folgte die zweite Ausstellung in Südostasien; der „Chief Minister of Penang“ Lim Guan Eng eröffnete den Kreis in der Hauptstadt Penangs, in George Town. 2017 kehrte die Ausstellung nach sechs Jahren wieder in ihre Heimatstadt Berlin zurück. Auf dem weihnachtlich beleuchteten Walter-Benjamin-Platz (Leibniz-Kolonnaden), nahe dem Kurfürstendamm, setzen die 141 Bären, gestaltet von 141 Künstlern aus 141 Ländern, – während der Adventszeit und zum Jahreswechsel 2017/2018 – ein Zeichen für Toleranz und ein friedliches Miteinander. Schirmherrin der Ausstellung war Marianne Freifrau von Weizsäcker. Die Eröffnung wurde vorgenommen von Sawsan Chebli, Staatssekretärin im Berliner Senat, den Initiatoren Eva und Klaus Herlitz, gemeinsam mit Vertretern von sieben großen Weltreligionen, darunter Christen, Juden und Moslems.
Auf Einladung der Deutschen Botschaft in Riga war die Ausstellung im Juli und August 2018 auf dem Domplatz der lettischen Hauptstadt zu sehen. Dieser erste Besuch der Bären im Baltikum war ein Geschenk Deutschlands an die Einwohner Lettlands zum 100-jährigen Jubiläum der Staatsgründung.

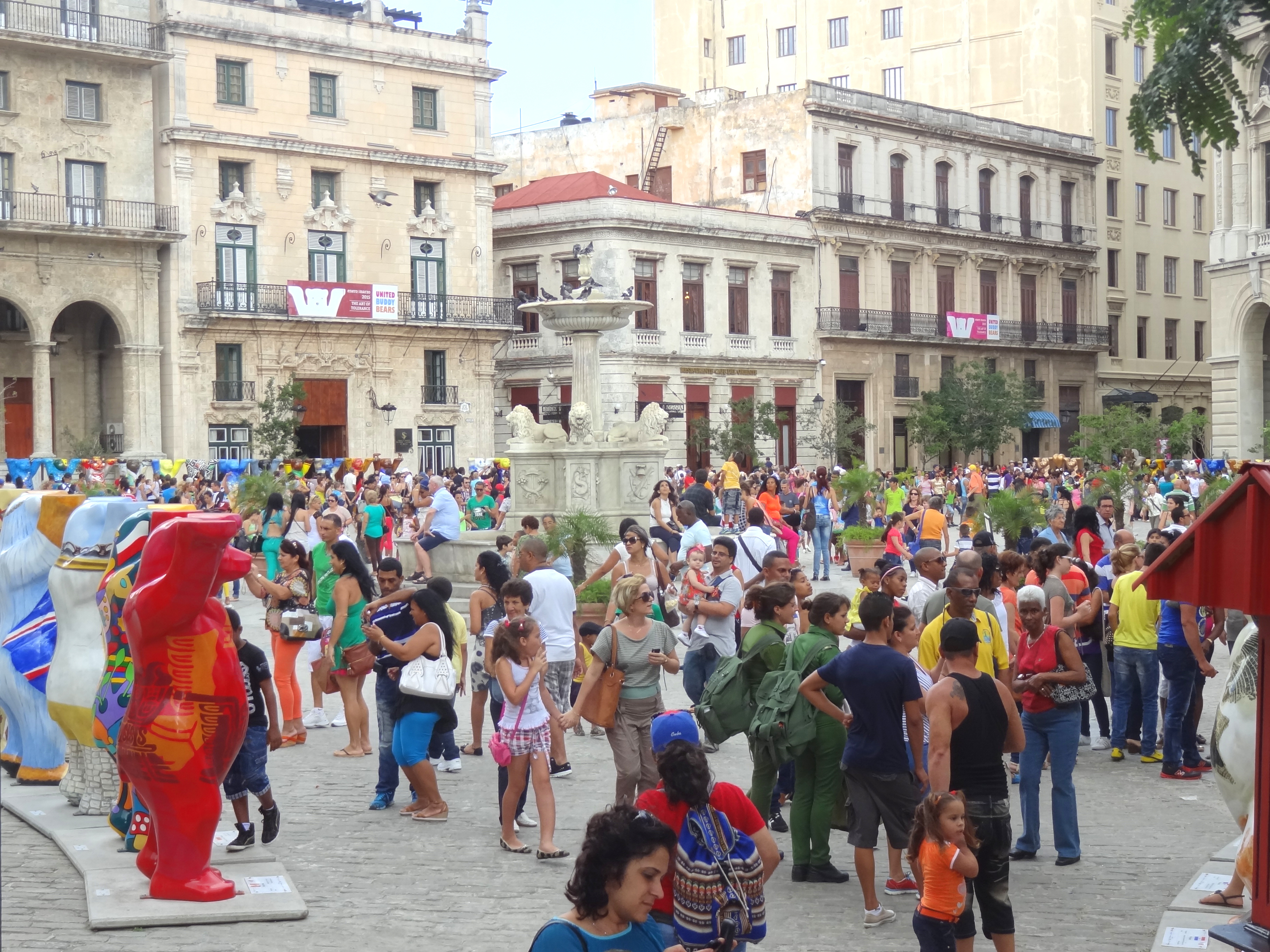
Havanna, Plaza San Francisco de Asís (2015)
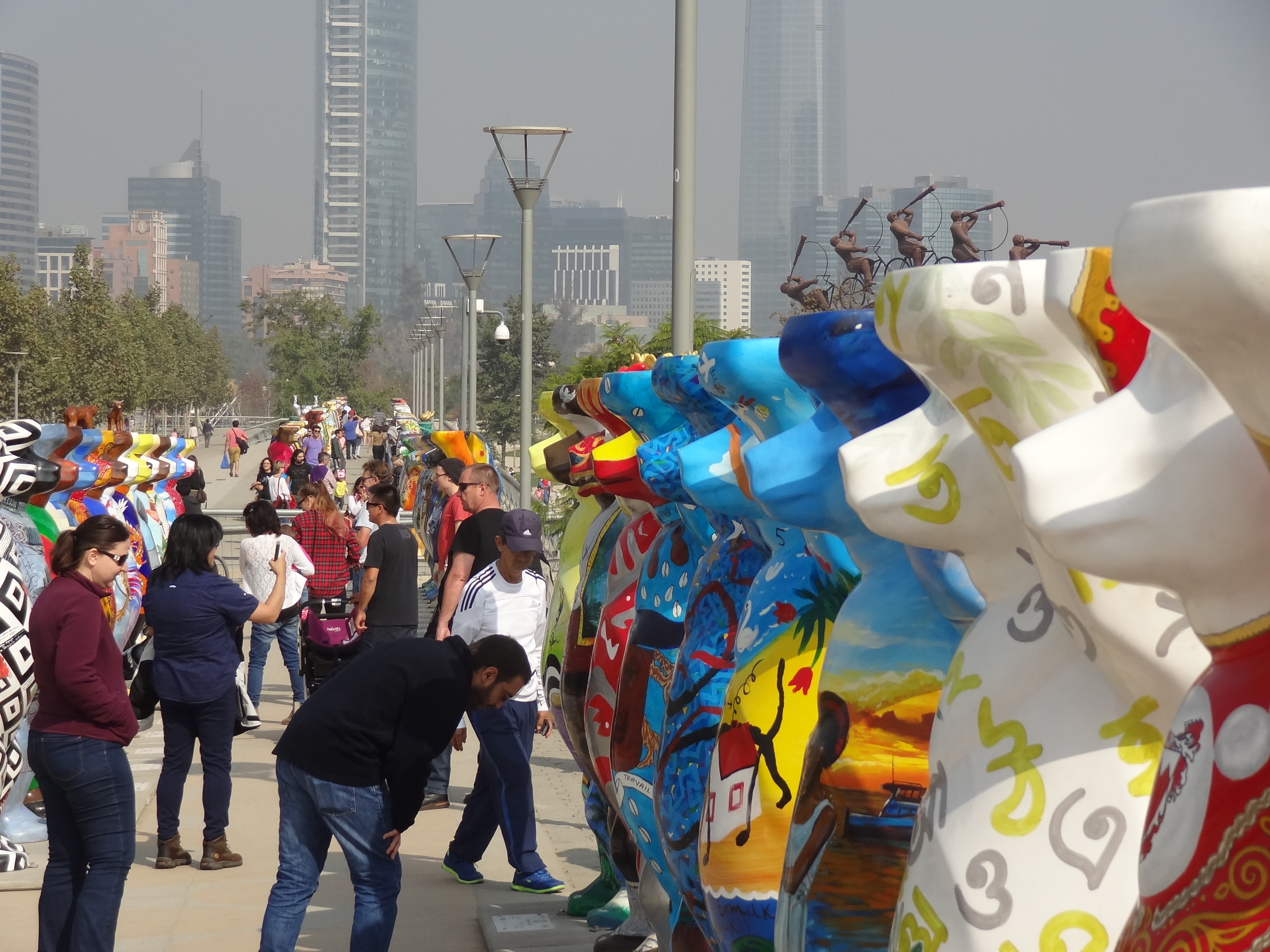
Santiago de Chile, Parque Bicentenario (2015)
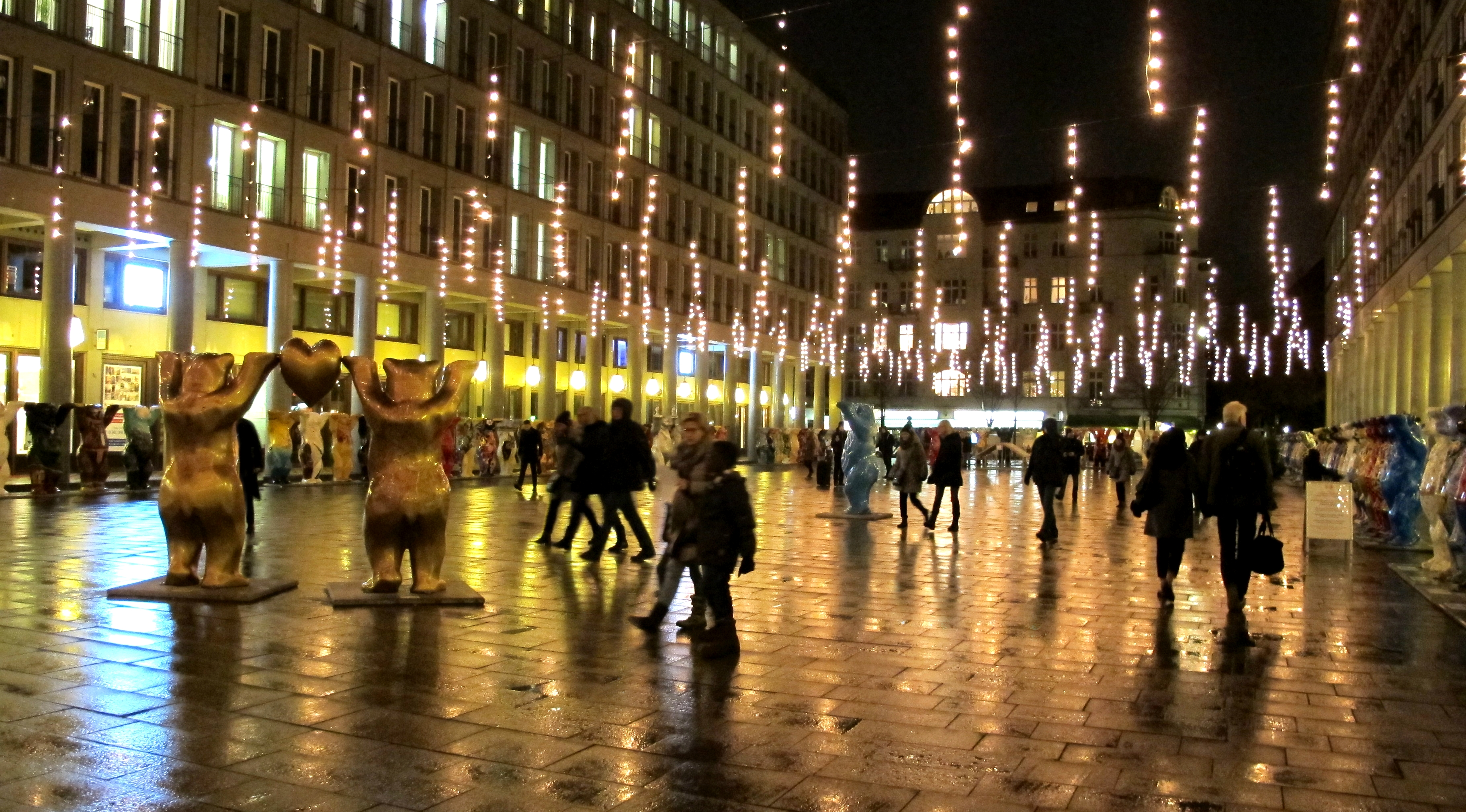
Berlin, Walter-Benjamin-Platz (2017)
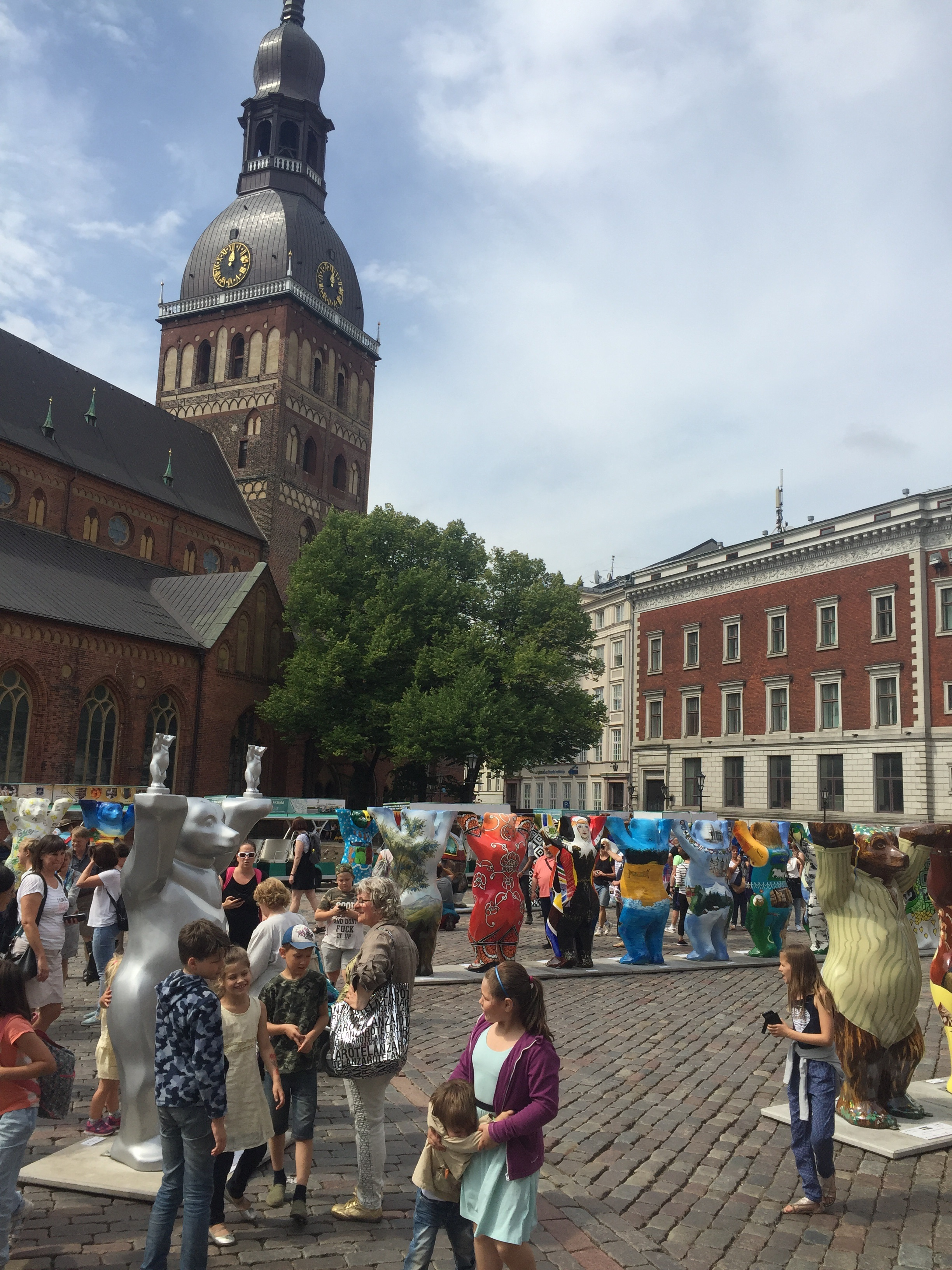
Riga, Dom-Platz (2018)

Im November 2018 fand in der Weltkulturerbe-Stadt Antigua (Guatemala) der Iberoamerikanische Gipfel statt. Eine Konferenz an der 22 Staats- und Regierungschefs der Länder Amerikas und der iberischen Halbinsel zusammenkamen. Deutschland nahm als Ehrengast teil. Als Geschenk Deutschlands wurde im Auftrag der Bundeskanzlerin Angela Merkel vom Deutschen Botschafter Harald Klein ein Buddy Bär übergeben. Im April bis Juni 2019 kommt es zur ersten „Doppelausstellung“ der United Buddy Bears in einem Land: Zunächst in der im zentralen Hochland Guatemalas gelegen ehemaligen Hauptstadt Antigua, auf dem Plaza Mayor, anschließend in der nur 50 km entfernten heutigen Hauptstadt Guatemala-Stadt, auf dem Plaza de la Constitución.

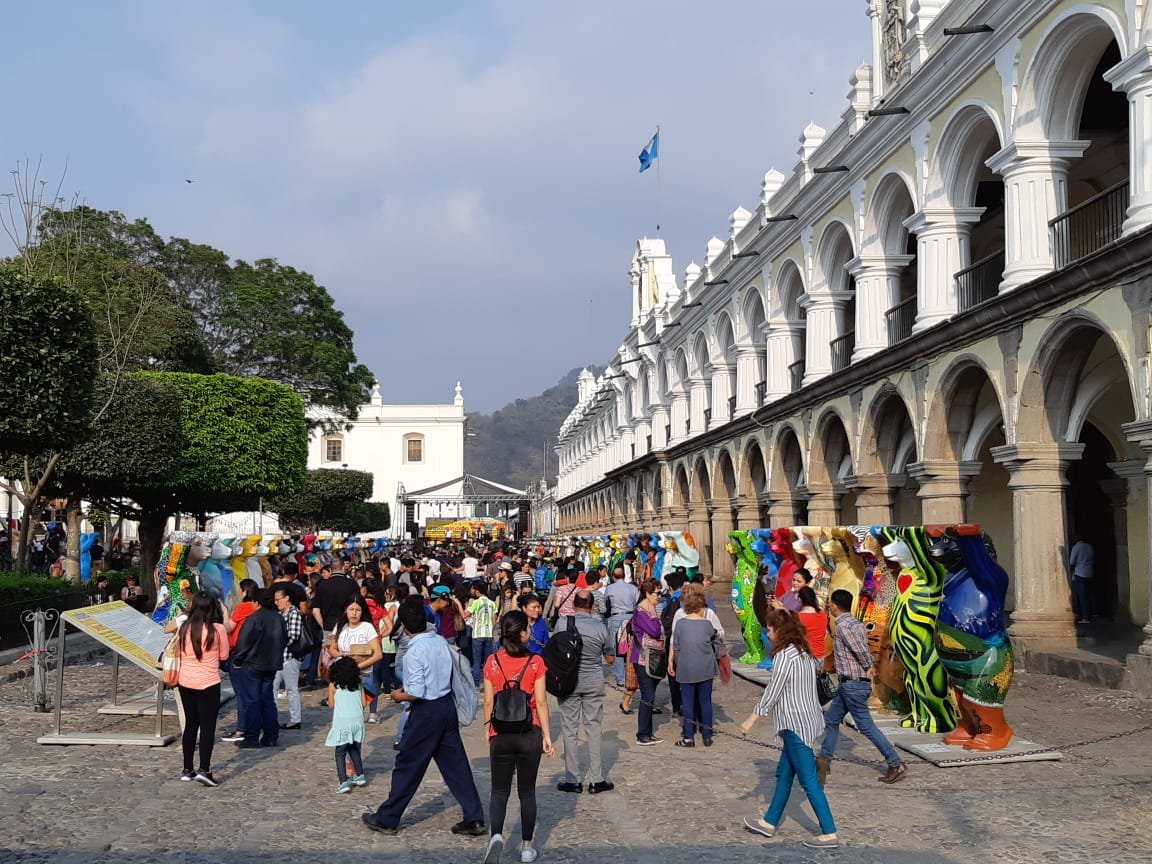
Antigua (2019) (Guatemala)
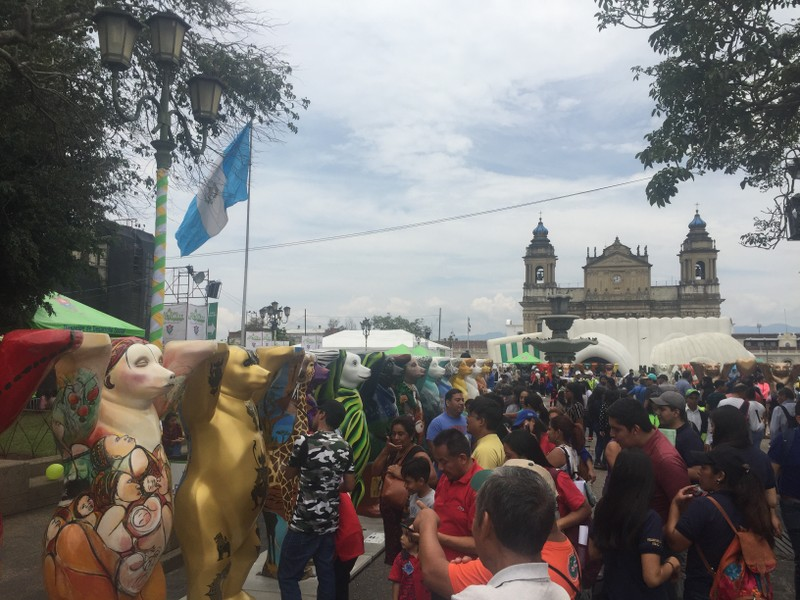
Guatemala-Stadt Plaza de la Constitución (2019)
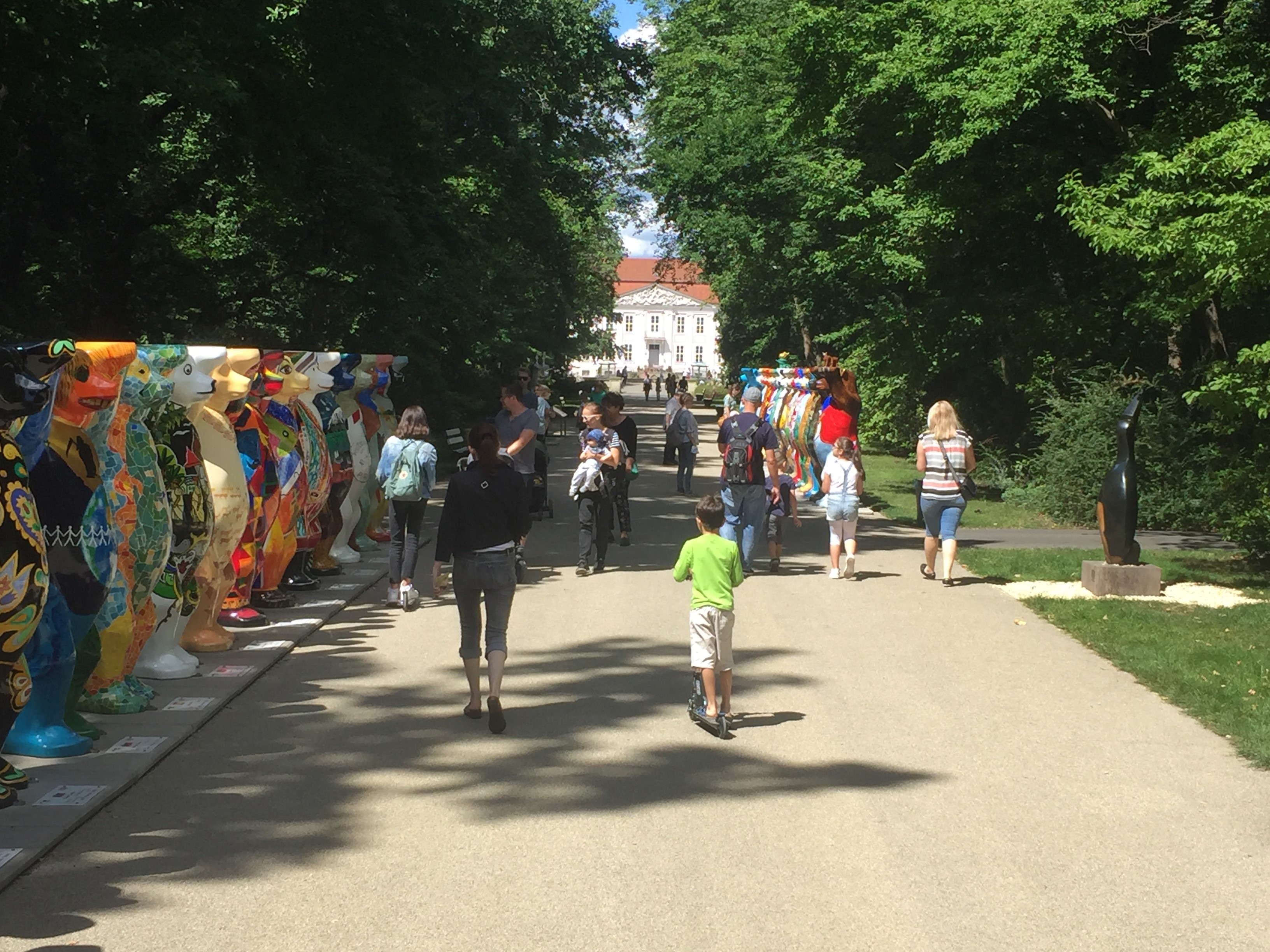
Berlin-Tierpark (2020–2023)

Anlässlich des 65. Geburtstags des Tierparks Berlin sind die United Buddy Bears nach vielen Stationen wieder nach Berlin zurückgekehrt. Zur Eröffnung dieses neuen Highlights des Tierparks in Friedrichsfelde begrüßte Zoo- und Tierparkdirektor Andreas Knieriem auch Bundesfamilienministerin Franziska Giffey, die zusammen mit dem Regierenden Bürgermeister Michael Müller die Schirmherrschaft für die Ausstellung übernommen hat. „Mit dem Tierpark Berlin als einem Ort der Vielfalt fügt sich diese außergewöhnliche Ausstellung hervorragend in die natürliche Kulisse ein. Auf ihrer Welttournee durch bisher fünf Kontinente werben die United Buddy Bears für Toleranz und Verständigung zwischen Völkern, Kulturen und Religionen. Ich wünsche mir, dass diese wichtige Botschaft durch dieses Projekt weiterhin in die Welt getragen wird.“
Die Ausstellung war – coronabedingt – drei Jahre zu Gast im Tierpark, ehe es 2024 erstmals wieder auf Reisen, nach Slowenien ging. Die Eröffnung auf dem Platz der Republik in Ljubljana wurde vorgenommen von der Präsidentin der Staatsversammlung Sloweniens, Urška Klakočar Zupančič, der deutschen Botschafterin in Slowenien, Natalie Kauther, dem Vize-Bürgermeister von Ljubljana, Rok Žnidaršič sowie erstmals – ohne seine verstorbenen Ehefrau – durch Klaus Herlitz.
Aus Anlass der 60-jährigen Unabhängigkeit Singapurs und der 60-jährigen diplomatischen Beziehungen mit Deutschland sind die United Buddy Bears von August bis Oktober im Gardens by the Bay zu Gast. Die Eröffnung der Ausstellung wurde feierlich  zelebriert; an der Zeremonie nahm der Minister für Kultur, Kommunikation und Jugend, Dinesh Vasu Dash, die deutsche Botschafterin, Bettina Fanghänel, der CEO von Gardens by the Bay, Herr Felix Loh sowie Klaus Herlitz teil.

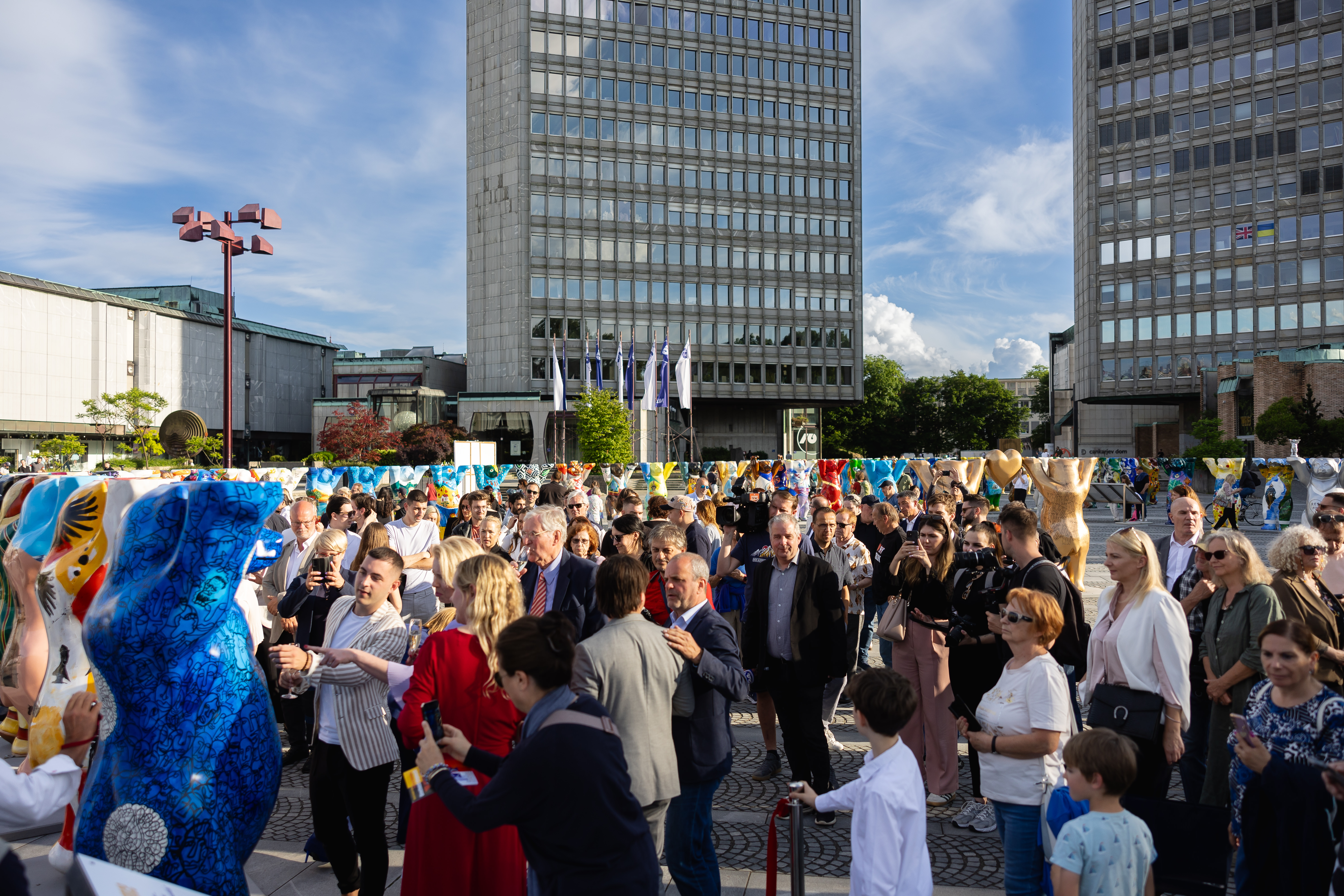
Ljubljana (2024) Eröffnungsfeier
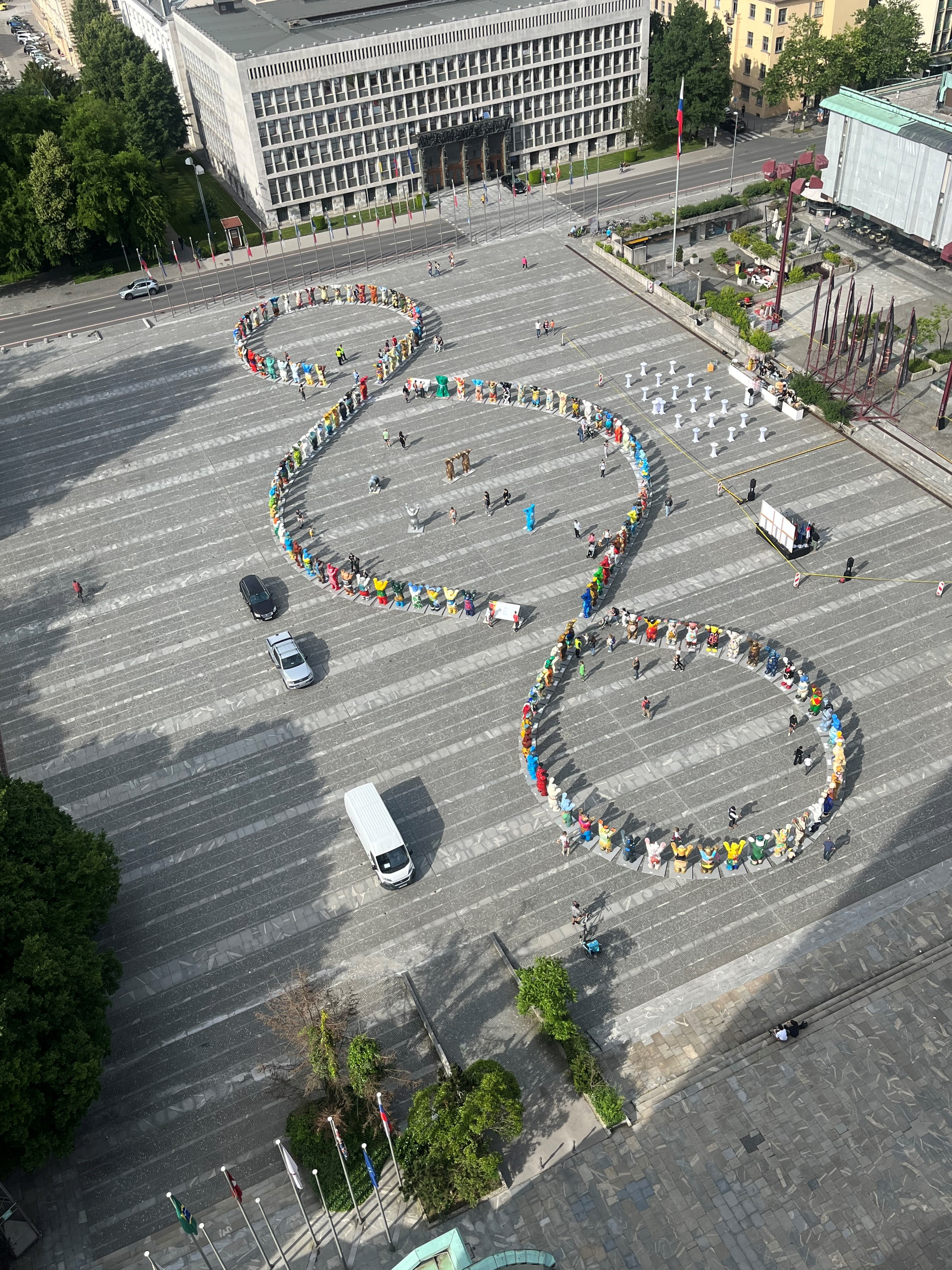
Ljubljana (2024) Platz der Republik vor der offiziellen Eröffnung
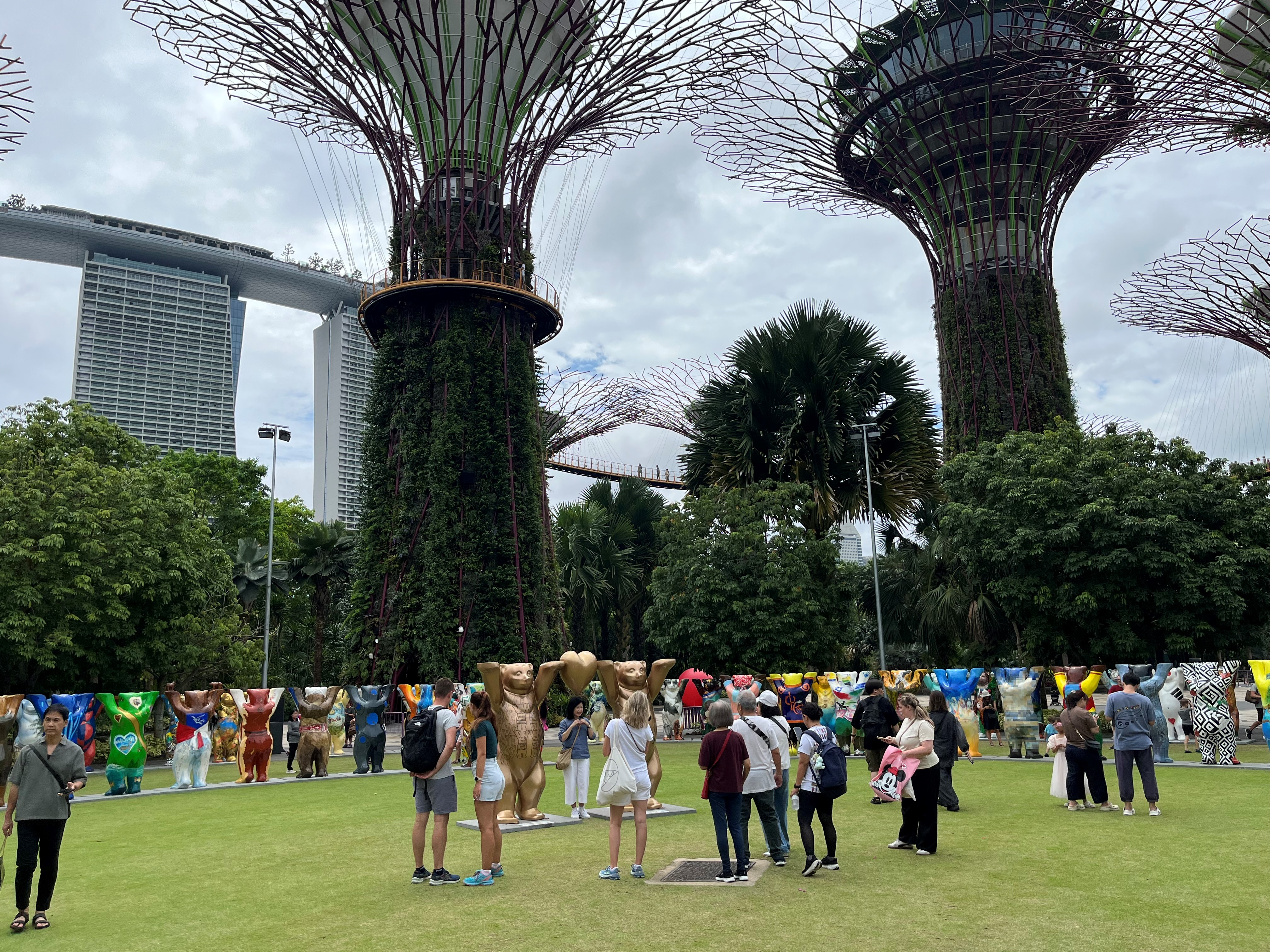
United Buddy Bears in Singapore, Gardens by the Bay (2025)

Viele weitere Städte sind in Vorbereitung, darunter Athen, Peking, Singapur und Prag.

### Ausstellungen der United Buddy Bears im Überblick
| Datum                      | Land / Stadt Ort der Ausstellung                                                 | Schirmherrschaft                                                                                                  | Eröffnung der Ausstellung durch |
| -------------------------- | -------------------------------------------------------------------------------- | --- | --- |
| 2002 Juni–November         | Deutschland Berlin / Neben dem Brandenburger Tor – Pariser Platz                 | Klaus Wowereit, Regierender Bürgermeister von Berlin                                                              | Klaus Wowereit |
| 2003 Juli–November         | Deutschland Berlin / Neben dem Brandenburger Tor – Pariser Platz                 | Sir Peter Ustinov, Schauspieler und UNICEF World Ambassador                                                       | Sir Peter Ustinov |
| 2004 Januar–Februar        | Österreich Kitzbühel / Freiflächen neben dem Tennisstadion                       | Benita Ferrero-Waldner, Österreichische Bundesministerin für Auswärtige Angelegenheiten                           | Horst Wendling, Bürgermeister von Kitzbühel |
| 2004 Mai–Juni              | Hongkong / Victoria Park                                                         | Jackie Chan, Schauspieler und UNICEF-Botschafter International                                                    | Patrick Ho, Hong Kong’s Secretary for Home Affairs Jackie Chan |
| 2004/2005 Dezember–Januar  | Türkei Istanbul / Tepebaşı Pera Square                                           | Ahmet Misbah Demircan, Bürgermeister von Beyoğlu                                                                  | Reiner Möckelmann, Generalkonsul in Istanbul |
| 2005 April–Mai             | Japan Tokio / Roppongi Hills Mori Tower                                          | | Jun’ichirō Koizumi, Premierminister Japans Horst Köhler, Präsident der Bundesrepublik Deutschland                                                                           |
| 2005 Oktober–November      | Südkorea Seoul / Olympic Park                                                    | Grußbotschaften vom Außenminister Südkoreas, Ban Ki-moon                                                          | |
| 2006 März–April            | Australien Sydney / Sydney Oper – Circular Quay                                  | John Howard, Premierminister Australiens                                                                          | Ken Done, Künstler und UNICEF-Botschafter Australiens |
| 2006 Juni–Juli             | Deutschland Berlin / Bebelplatz                                                  | Mia Farrow, Amerikanische Schauspielerin und UNICEF Goodwill Ambassador                                           | Heidemarie Wieczorek-Zeul, Bundesministerin für wirtschaftliche Zusammenarbeit und Entwicklung Karin Schubert, Senatorin von Berlin                                         |
| 2006 September–Oktober     | Österreich Wien / Karlsplatz                                                     | | Grete Laska, Vizebürgermeisterin der Stadt Wien Karin Schubert, Senatorin von Berlin Christiane Hörbiger, Schauspielerin und UNICEF-Botschafterin                           |
| 2007 April–Mai             | Ägypten Kairo / Gezira Promenade – Zamalek                                       | Hans-Dietrich Genscher, ehemaliger Bundesminister des Auswärtigen,                                                | Suzanne Mubarak, First Lady Ägyptens Abdel Azim Wazir, Governor von Kairo                                                                                                   |
| 2007 August–September      | Israel Jerusalem / Safra Square                                                  | Tzipi Livni, Außenministerin Israels Frank-Walter Steinmeier, Außenminister der Bundesrepublik Deutschland        | Iris Berben, Schauspielerin und Gewinnerin des Women’s World Awards 2004 Yigal Amedi, Vizebürgermeister von Jerusalem                                                       |
| 2008 Mai–Juni              | Polen Warschau / Schlossplatz                                                    | | Hanna Gronkiewicz-Waltz, Stadtpräsidentin von Warschau Klaus Wowereit, Regierender Bürgermeister von Berlin Anne Hidalgo, Vizebürgermeisterin von Paris                     |
| 2008 Juli–August           | Deutschland Stuttgart / Schlossplatz                                             | | Wolfgang Schuster, Oberbürgermeister von Stuttgart |
| 2008 Oktober               | Nordkorea Pjöngjang / Moran Hill, in Sichtweite der bronzenen Kim-Il-Sung-Statue | Mun Jae Chol, Foreign Affairs of North-Korea                                                                      | Thomas Schäfer, Deutscher Botschafter in Nordkorea |
| 2009 März–April            | Argentinien Buenos Aires / Plaza San Martín                                      | | Mauricio Macri, Bürgermeister von Buenos Aires Hernán Lombardi, Minister for Cultural Affairs                                                                               |
| 2009 Mai–Juni              | Uruguay Montevideo / Plaza Independencia                                         | | Tabaré Vázquez, Präsident von Uruguay Ricardo Ehrlich, Bürgermeister von Montevideo Bernhard Graf von Waldersee, Deutscher Botschafter in Uruguay                           |
| 2009/2010 November–April   | Deutschland Berlin / Hauptbahnhof, erstmals Indoor                               | Ursula von der Leyen, Bundesministerin für Familie und Jugend                                                     | Dennenesch Zoudé, Schauspielerin und Sonderbotschafterin der United Buddy Bears                                                                                             |
| 2010 Mai–Juli              | Kasachstan Astana / Am Fuße des Bayterek Tower                                   | | Imanghali Tasmaghambetow, Akim von Astana Rainer Eugen Schlageter, Deutscher Botschafter in Kasachstan                                                                      |
| 2010 September–Oktober     | Finnland Helsinki / Senatsplatz                                                  | | Jussi Pajunen, Bürgermeister von Helsinki Peter Scholz, Deutscher Botschafter in Finnland                                                                                   |
| 2011 April–Mai             | Bulgarien Sofia / Platz der Kathedrale Sweta Nedelja                             | Klaus Wowereit, Berlins Regierender Bürgermeister                                                                 | Jordanka Fandakowa, Bürgermeisterin von Sofia Matthias Martin Höpfner, Deutscher Botschafter in Bulgarien                                                                   |
| 2011 Juni–Oktober          | Deutschland Berlin / Kurfürstendamm                                              | Klaus Wowereit, Regierender Bürgermeister von Berlin                                                              | Monika Thiemen, Bürgermeisterin von Charlottenburg-Wilmersdorf |
| 2011/2012 Dezember–Februar | Malaysia Kuala Lumpur /In Front des Pavilion Kuala Lumpur                        | | Sultan Sharafuddin Idris Shah, Sultan von Selangor Ahmad Fuad Ismail, Bürgermeister von Kuala Lumpur                                                                        |
| 2012 März–Mai              | Indien Neu-Delhi / Connaught Place                                               | | Sheila Dikshit, Chief Minister of Delhi Klaus Wowereit, Regierender Bürgermeister von Berlin                                                                                |
| 2012 Juni–August           | Russland Sankt Petersburg / Alexandrowskij sad                                   | | Ulrich Brandenburg, Deutscher Botschafter in der Russischen Föderation Dmitry Mesphiev, Kultursenator von St. Petersburg                                                    |
| 2012 Oktober–November      | Frankreich Paris / Eiffelturm – Champ de Mars                                    | Guido Westerwelle, Bundesminister des Auswärtigen                                                                 | Pierre Schapira, Mitglied des Europäischen Parlaments Susanne Wasum-Rainer, Deutsche Botschafterin in Frankreich                                                            |
| 2014 April–Juli            | Brasilien Rio de Janeiro / Copacabana                                            | Eduardo Paes, Bürgermeister von Rio de Janeiro                                                                    | Jürgen Trittin, Mitglied des Deutschen Bundestages Harald Klein, Generalkonsul Rio de Janeiro                                                                               |
| 2015 Januar–März           | Kuba Havanna, Plaza San Francisco de Asis                                        | | Eusebio Leal, Stadthistoriker von Havanna und „Good-Will-Botschafter“ der Vereinten Nationen Peter Scholz, Deutscher Botschafter in Kuba                                    |
| 2015 April–Juni            | Chile Santiago de Chile, Vitacura, Parque Bicentenario                           | | Edgardo Riveros Marín, Stellvertretender Außenminister von Chile Hans Henning Blomeyer-Bartenstein, Deutscher Botschafter in Chile                                          |
| 2016 August–Oktober        | Malaysia Penang, Georg Town                                                      | Lim Guan Eng, Chief Minister of Penang                                                                            | |
| 2017/2018 Dezember–Januar  | Deutschland Berlin / Walter-Benjamin-Platz                                       | Marianne von Weizsäcker, Schirmherrin                                                                             | Sawsan Chebli, Bevollmächtigte des Landes Berlin beim Bund Reinhard Naumann, Bürgermeister von Charlottenburg-Wilmersdorf                                                   |
| 2018 Juli–August           | Lettland Riga / Dom Platz                                                        | Dace Melbārde, Kulturministerin Lettlands                                                                         | Nils Ušakovs, Bürgermeister von Riga Rolf Schütte, Deutscher Botschafter in Lettland                                                                                        |
| 2019 April–Mai             | Guatemala Antigua / Parque Central                                               | Sandra Jovel, Außenministerin von Guatemala                                                                       | Susana Asencio Lueg, Bürgermeisterin von Antigua Harald Klein, Deutscher Botschafter                                                                                        |
| 2019 Mai–Juni              | Guatemala Guatemala-Stadt / Plaza de la Constitución                             | Sandra Jovel, Außenministerin von Guatemala                                                                       | Ricardo Quiñónez Lemus, Bürgermeister von Guatemala-Stadt Eva Herlitz und Harald Klein                                                                                      |
| 2020–2023 Juli–September   | Deutschland Berlin / Tierpark Berlin                                             | | Franziska Giffey, Bundesministerin für Familie Andreas Knieriem, Direktor des Zoo, Tierpark und Aquarium Berlin Eva Herlitz und Klaus Herlitz                               |
| 2024 Mai–Juli              | Slowenien Ljubljana / Trg republike                                              | Urška Klakočar Zupančič, Präsidentin der Staatsversammlung Sloweniens Zoran Janković, Bürgermeister von Ljubljana | Urška Klakočar Zupančič, Präsidentin der Staatsversammlung Sloweniens Natalie Kauther, Deutsche Botschafterin Rok Žnidaršič, Vize-Bürgermeister von Ljubljana Klaus Herlitz |

### United Buddy Bears – The Minis

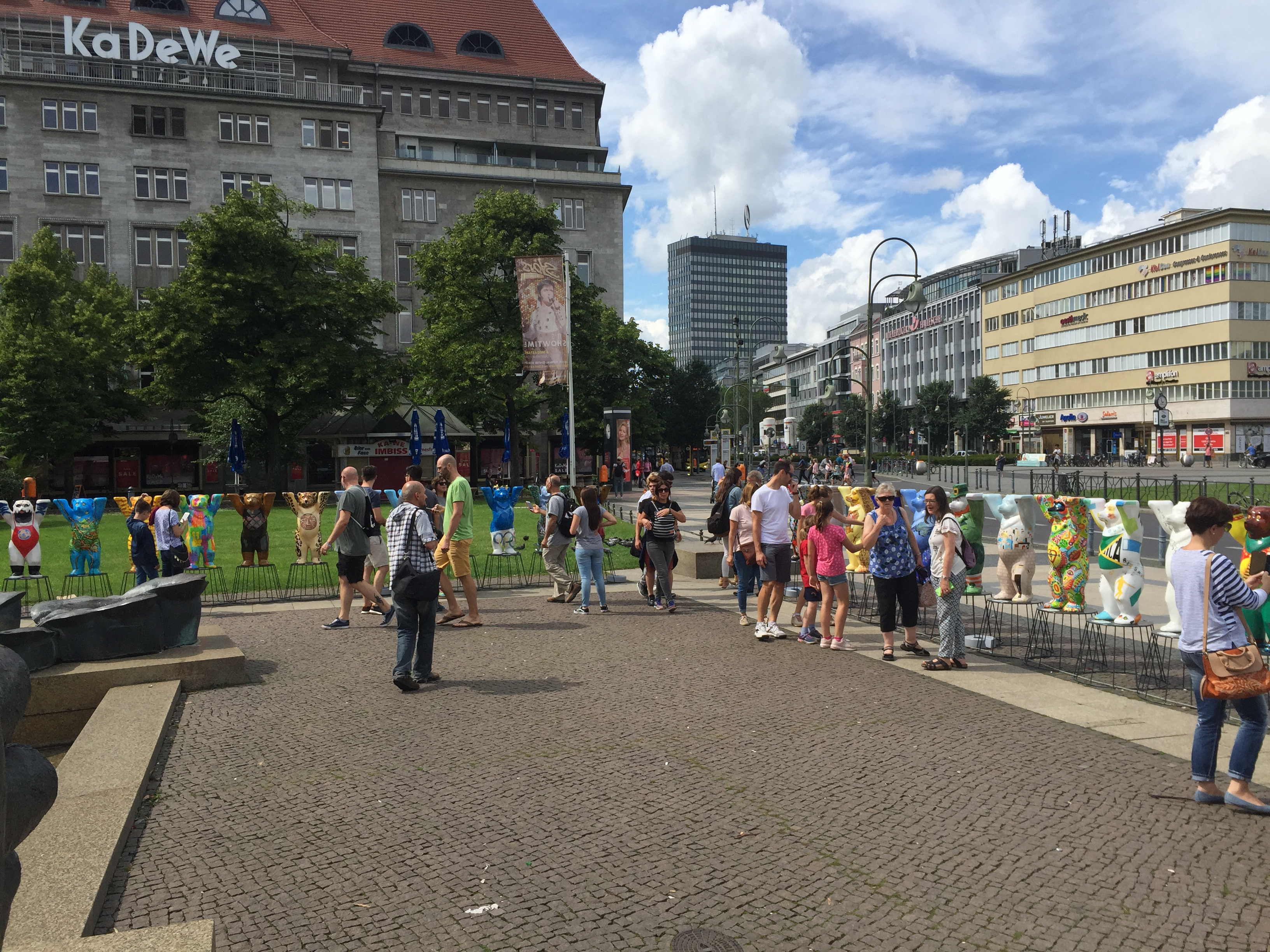
The Minis in Berlin, Wittenbergplatz (2017)

Viele der internationalen Künstler haben auch einen kleinen United Buddy Bear von einem Meter Größe für ihr Land gestaltet, die alle zusammen ebenfalls einen Kreis bilden. Dieser The Minis genannte Kreis wurde an wechselnden Standorten in Deutschland ausgestellt, so im Sony Center in Berlin, im Flughafen Frankfurt, dem Filmpark Babelsberg, in Wasserburg am Bodensee und im Zoo von Osnabrück. Die ersten Ausstellungen außerhalb Deutschlands fanden 2012 in Bratislava ( Slowakei) und in Borås ( Schweden) statt.
Seit 2013 reisen die Buddy Bears als Botschafter des Friedens, der Toleranz und der Völkerverständigung um die Welt. Der Ex-Außenminister Frank-Walter Steinmeier sagte „Im Jahr 2013 gibt es für sie keinen besseren Ort, einen Stopp einzulegen, als hier bei uns in Deutschland, in Gladbeck, wo wir im Rahmen der Luther-Dekade das Jahr der Toleranz feiern! Das Martin Luther Forum Ruhr bringt Luther und Buddy Bears zusammen. Ein klares Signal, dass wir Toleranz und Völkerverständigung gerade auch im Umgang mit fremden Religionen und Kulturen, mit Anders- oder Nichtgläubigen brauchen. Das gehe nicht mit Abschottung, sondern nur über einen echten Dialog – ganz nach dem Motto der Buddy-Bears-Initiatoren: Wir müssen uns besser kennen lernen, dann können wir uns besser verstehen, mehr vertrauen und besser zusammenleben.“
Die kleine Variante der United Bears war zum Abschluss des Deutschlandjahres in Russland in Jekaterinburg ( Russland) anwesend. Die Eröffnung wurde vorgenommen von dem Bürgermeister Alexander Edmundowitsch Jakob, dem Deutschen Generalkonsul Andreas Klaßen sowie von Seiten der Initiatoren, Klaus Herlitz. Zum Ende des Jahres 2013 wurden die ein Meter großen Bären in Calais ( Frankreich) ausgestellt.
Im Sommer 2015 reisten die United Buddy Bears – The Minis nach Kasan, der Hauptstadt der Republik Tatarstan ( Russland). Im Sommer 2017 waren sie auf dem Wittenbergplatz in Berlin-Schöneberg, unweit des KaDeWe.

## Kritik
Bei den Skulptur Projekte 2007 bezog Andreas Siekmann mit seinem Beitrag Trickle down. Der öffentliche Raum im Zeitalter seiner Privatisierung kritisch Stellung zu dieser Form der Stadtkunst, bei der der urbane Raum durch private Unternehmen vereinnahmt wird. Für sein Kunstwerk zertrümmerte Siekmann nach eigenen Angaben 13 Figuren mit Hilfe einer Schrottpresse und platzierte eine aus den Resten geformte Kugel – zusammen mit der Presse – vor dem Erbdrostenhof in Münster.